# 絵画館 (ベルリン)

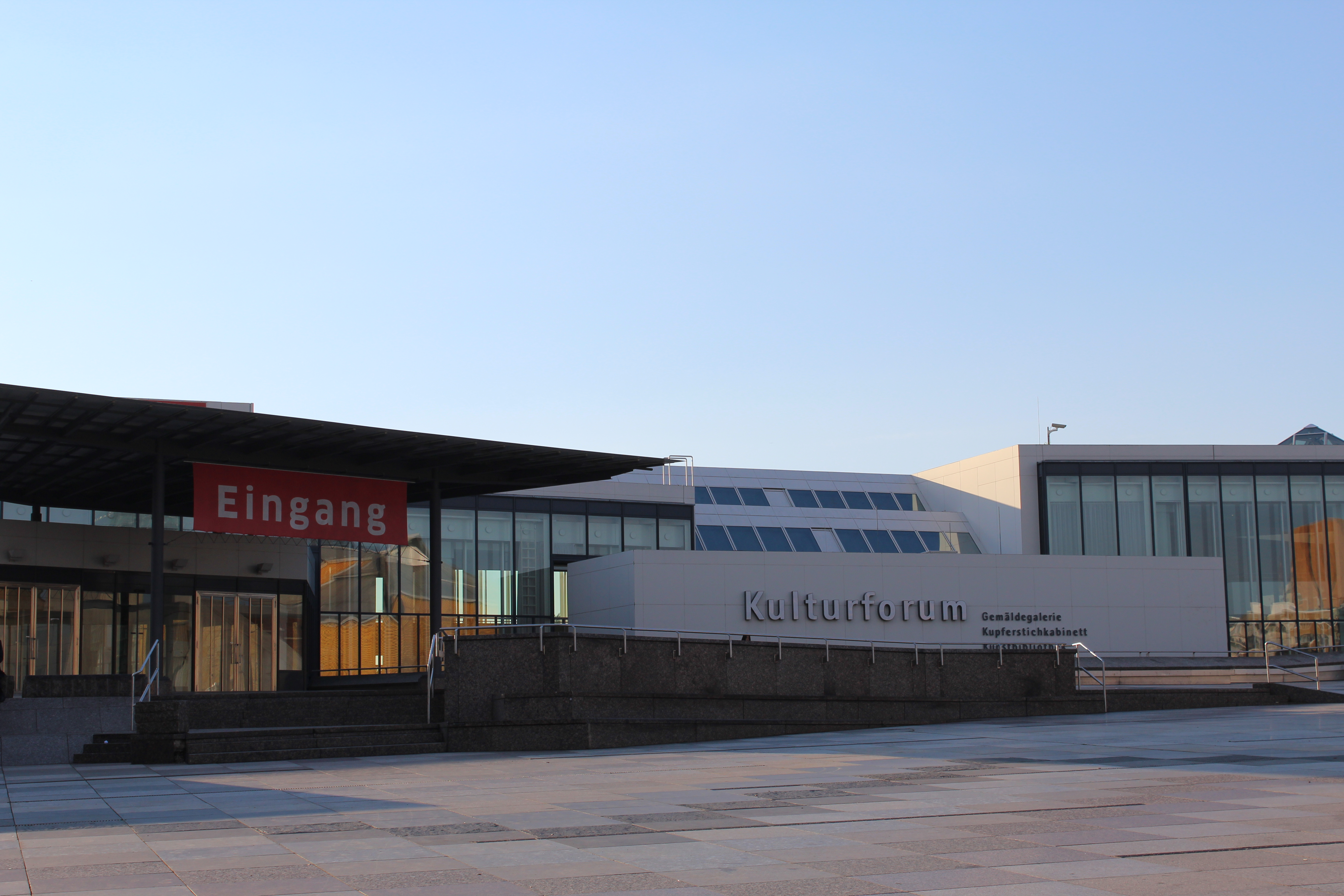
絵画館

絵画館（かいがかん、独: Gemäldegalerie）は、ドイツのベルリンにある美術館。ベルリン美術館を構成する美術館の一つで、ポツダム広場の西、ティーアガルテン地区の文化フォーラム（Kulturforum）に位置している。13世紀から18世紀のヨーロッパ諸国の芸術品の収蔵では世界有数の美術館であり、所蔵されているコレクションには、アルブレヒト・デューラー、ルーカス・クラナッハ、ハンス・ホルバイン、ヤン・ファン・エイク、ラファエロ、ティツィアーノ、カラヴァッジオ、ピーテル・パウル・ルーベンス、レンブラント、ヨハネス・フェルメールら巨匠の名作が含まれている。絵画館は1830年に開館し、その後1998年に新築された。

## 歴史

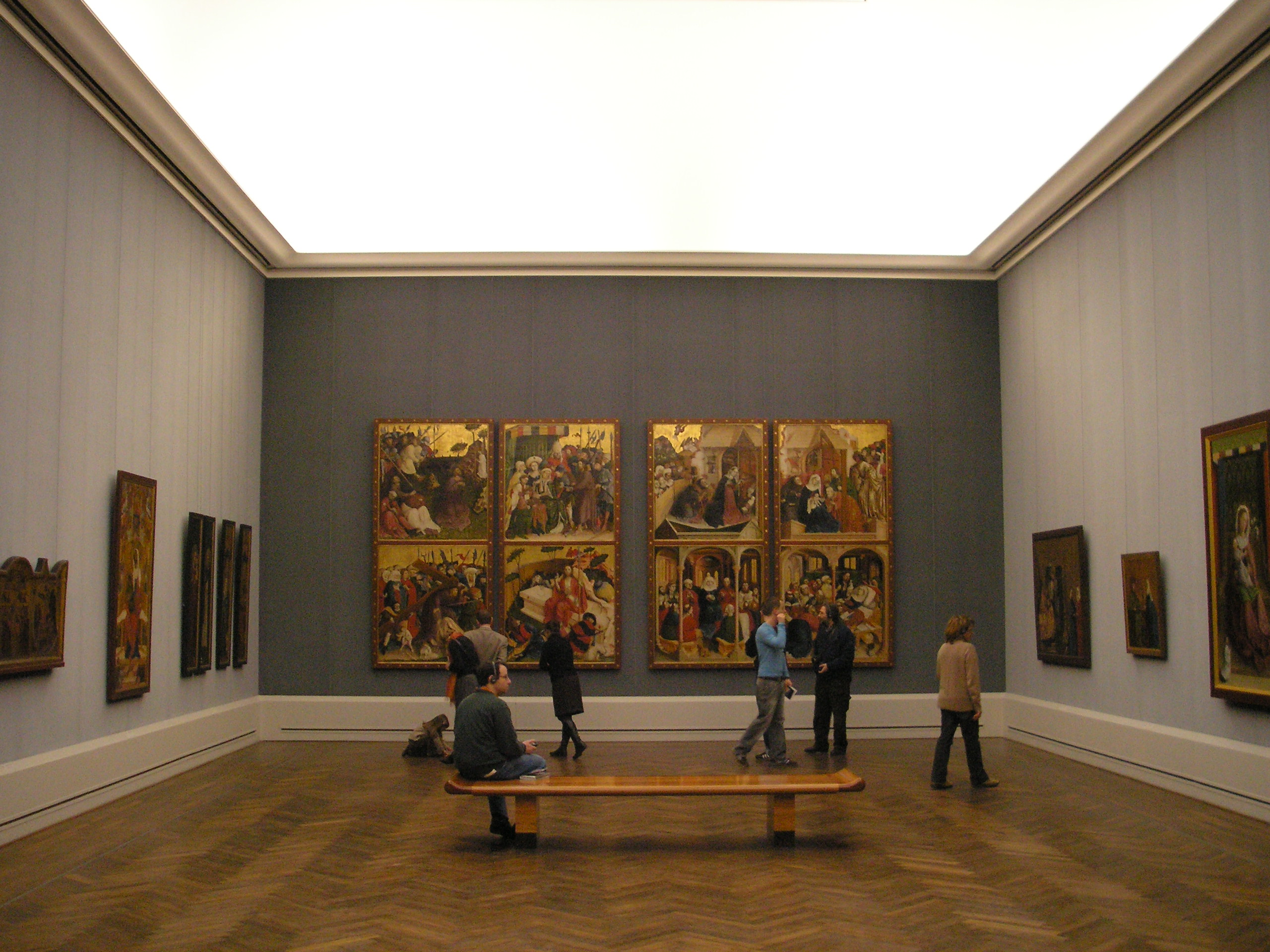
中世ドイツ宗教画の小部屋の一つ

コレクションの前身はウンター・デン・リンデン沿いのルストガルテンにあったベルリン王宮の王室ギャラリーである。ブランデンブルク選帝侯フリードリヒ・ヴィルヘルムと、プロイセン王フリードリヒ2世の時代にギャラリーのコレクションは増え始めていった。
数世紀にわたるこれらのコレクションの収集には、金銭で購入したものだけではなく、戦利品やポーランドからの略奪美術品も多く含まれていた。ポーランド分割時に押収した数多くの美術品だけではなく、1656年にポーランド・ヴァーサ家の王室コレクション、1740年にポーランド王ヤン3世のシレジア・コレクション、19世紀はじめにはポーランド・リトアニア王スタニスワフ・アウグストのコレクションなどが、ベルリンの王室ギャラリーに加えられていった 。

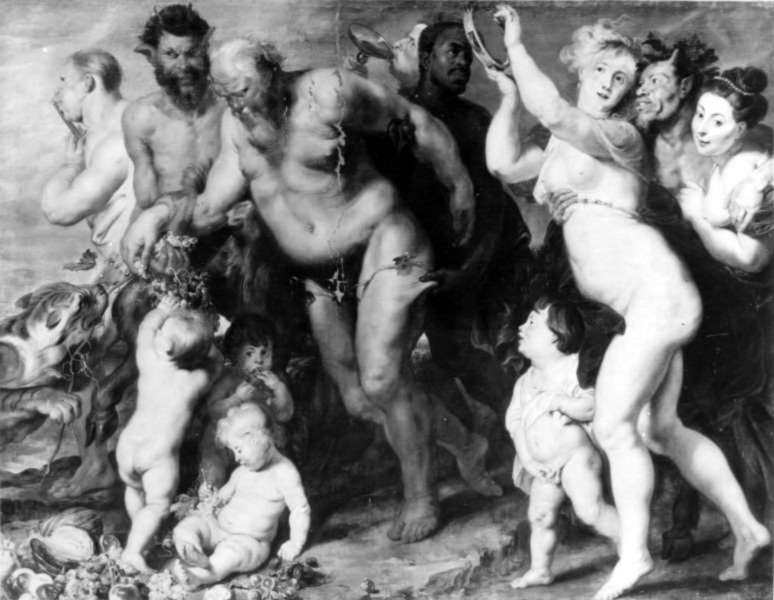
『シレノスの行進』（ルーベンス）、第2次世界大戦で行方不明になった絵画の一つ

王室コレクションのギャラリーの最初の館長はグスタフ・フリードリヒ・ワーゲン（en:Gustav Friedrich Waagen）だった。1890年から1929年には著名な美術史家でキュレータのヴィルヘルム・フォン・ボーデ（en:Wilhelm von Bode）が、館長職を務めた。ボーデの指揮のもと、絵画館は国際的な地位を高めていくこととなる。
1904年に絵画館は、後にボーデ博物館と呼ばれるようになる新設されたカイザー=フリードリヒ博物館（Kaiser-Friedrich-Museum）へ、多くのルネサンス美術品を移した。博物館は第2次世界大戦中に甚大な被害を受けたが、収蔵されていたコレクションの多くはドイツ中に分散して保管されていたため、失われることはなかった。しかし第2次世界大戦の終戦時に、高射砲塔防空壕の火災により400以上の美術品が失われてしまい、さらに数百点にのぼる絵画がアメリカ、ソ連に押収され、ソ連が略奪した美術品が戻ってくることはなかった。ドイツに残された残りのコレクションは東西ドイツで分割され、東ベルリンではほとんどがボーデ博物館に、そして西ベルリンではダーレムに収蔵されていた。

2006年6月には、1944年の終戦時から行方が分からなくなっていた、イタリア人画家アレッサンドロ・アローリの作品が、イギリス人ジャーナリストのチャールズ・ウィーラーから返還されている。

## 建物内部

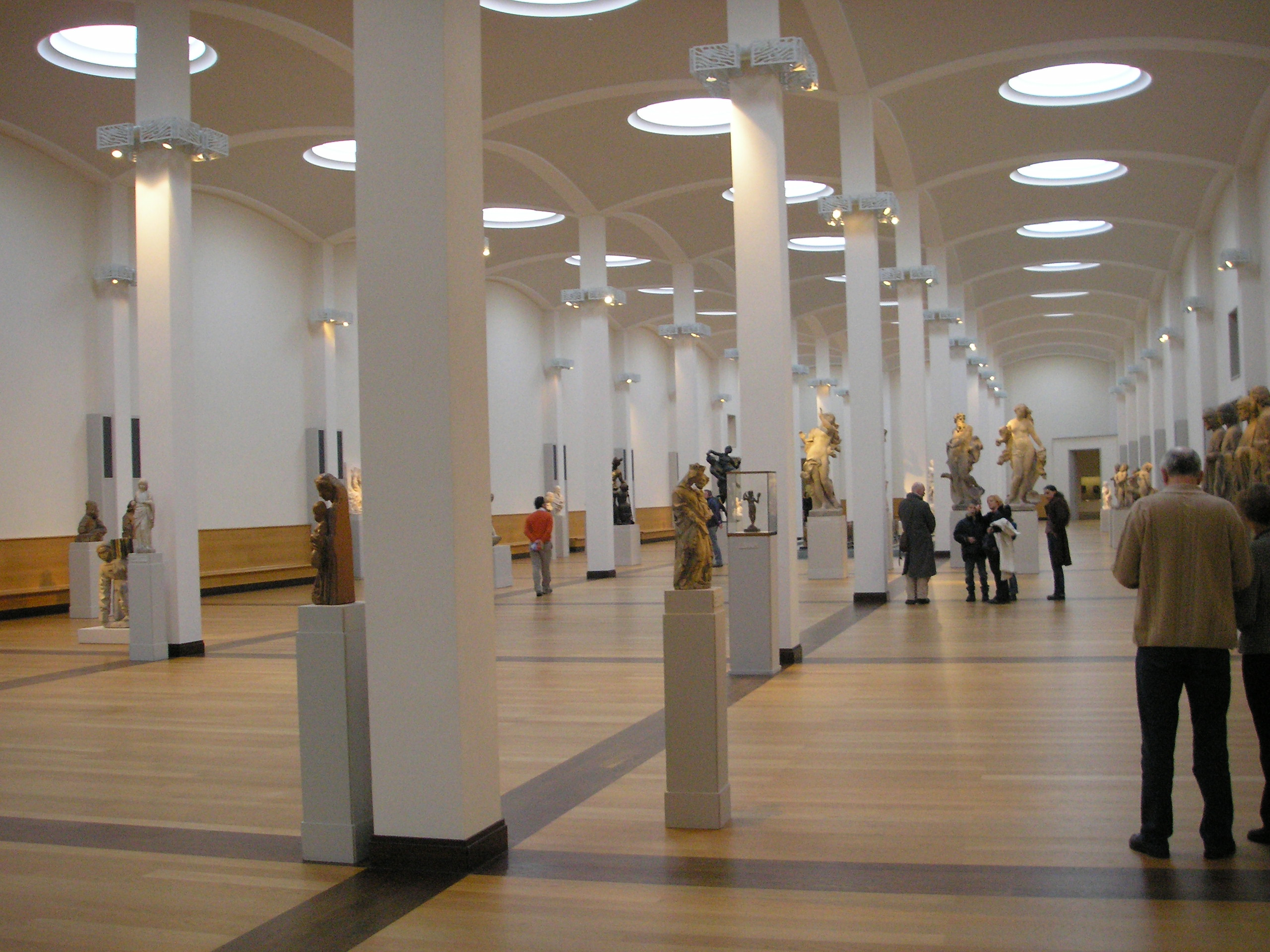
彫刻が並ぶ中央ホール

絵画館は文化フォーラムの南西角に位置する。その現代風の建築様式は、1961年から1989年にかけてベルリンの壁で東西に隔てられていた西ベルリン市民からの、当時東ベルリンにあった歴史的建築様式の建物が並ぶムゼウムスインゼルに対する返答だった。絵画館はミュンヘンの建築家ハインツ・ヒルマーとクリストフ・ザトラーがデザインした。建物内部は72の部屋に分かれ、床の長さは2キロメートルに及んでいる。2階はサッカー場と同程度の大きさがあり彫刻展示場として利用されることもある中央ホールと、その周りを小部屋が取り囲むように配置されている。地下にも作品が収蔵され、職員たちが作品の調査や収蔵品のデジタル化などを行っている。

## コレクション

フランス・スペイン絵画
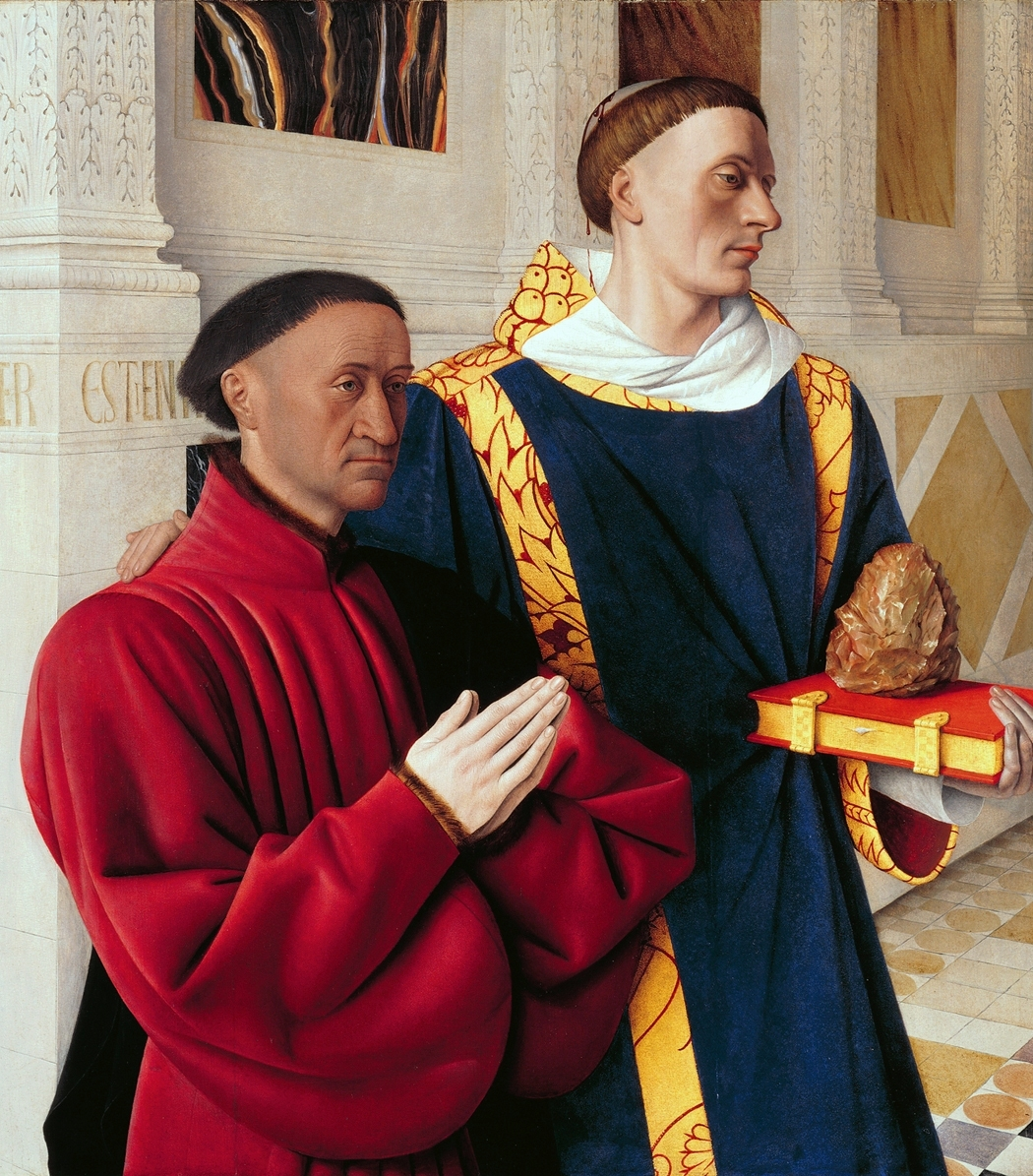
『エティエンヌ・シュヴァリエと聖ステファノ (ムランの二連祭壇画)』 ジャン・フーケ（1452年）
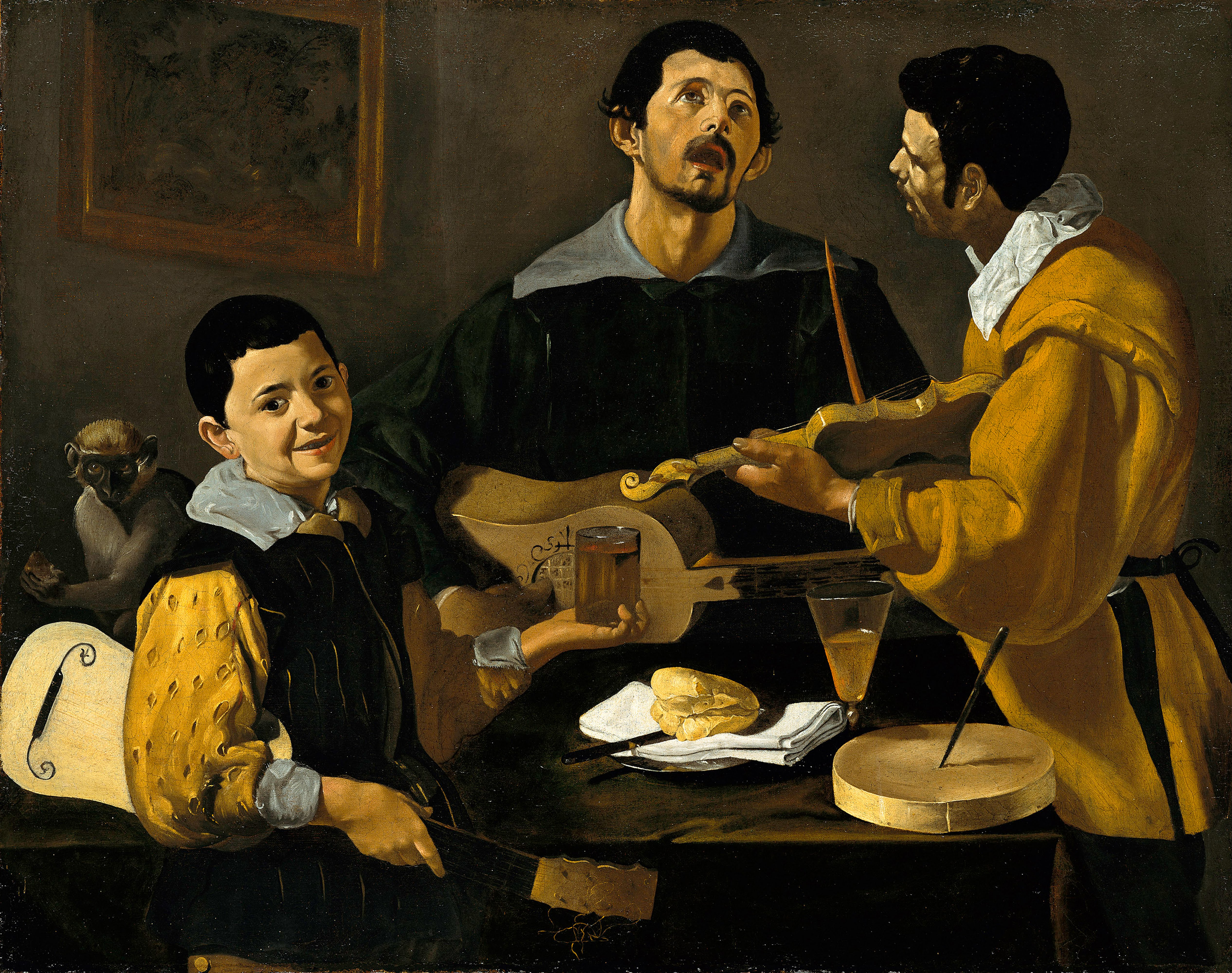
『3人の音楽家』 ディエゴ・ベラスケス（1617-1618年）
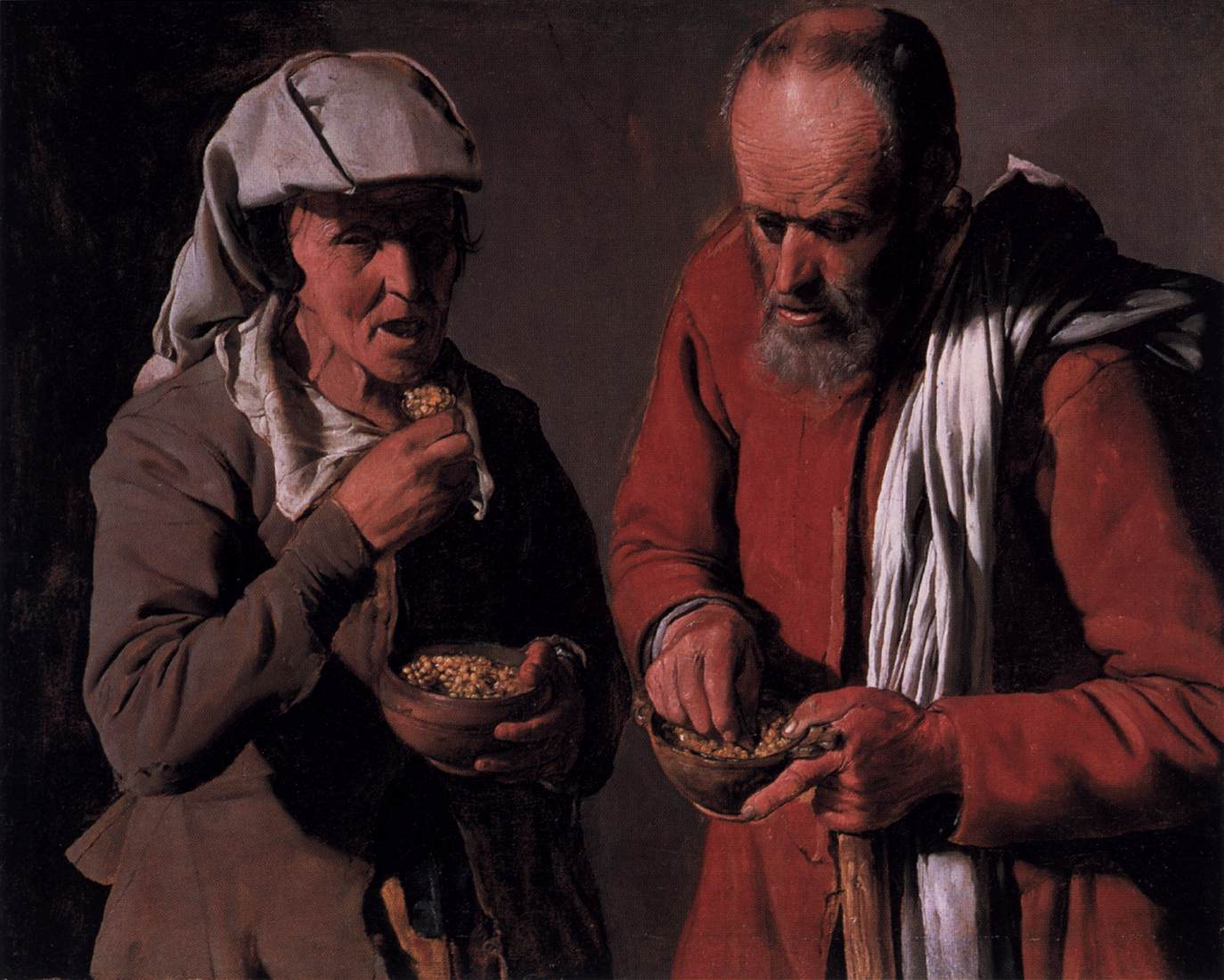
『豆を食べる農民の夫婦』 ジョルジュ・ド・ラ・トゥール（1625-1627年）
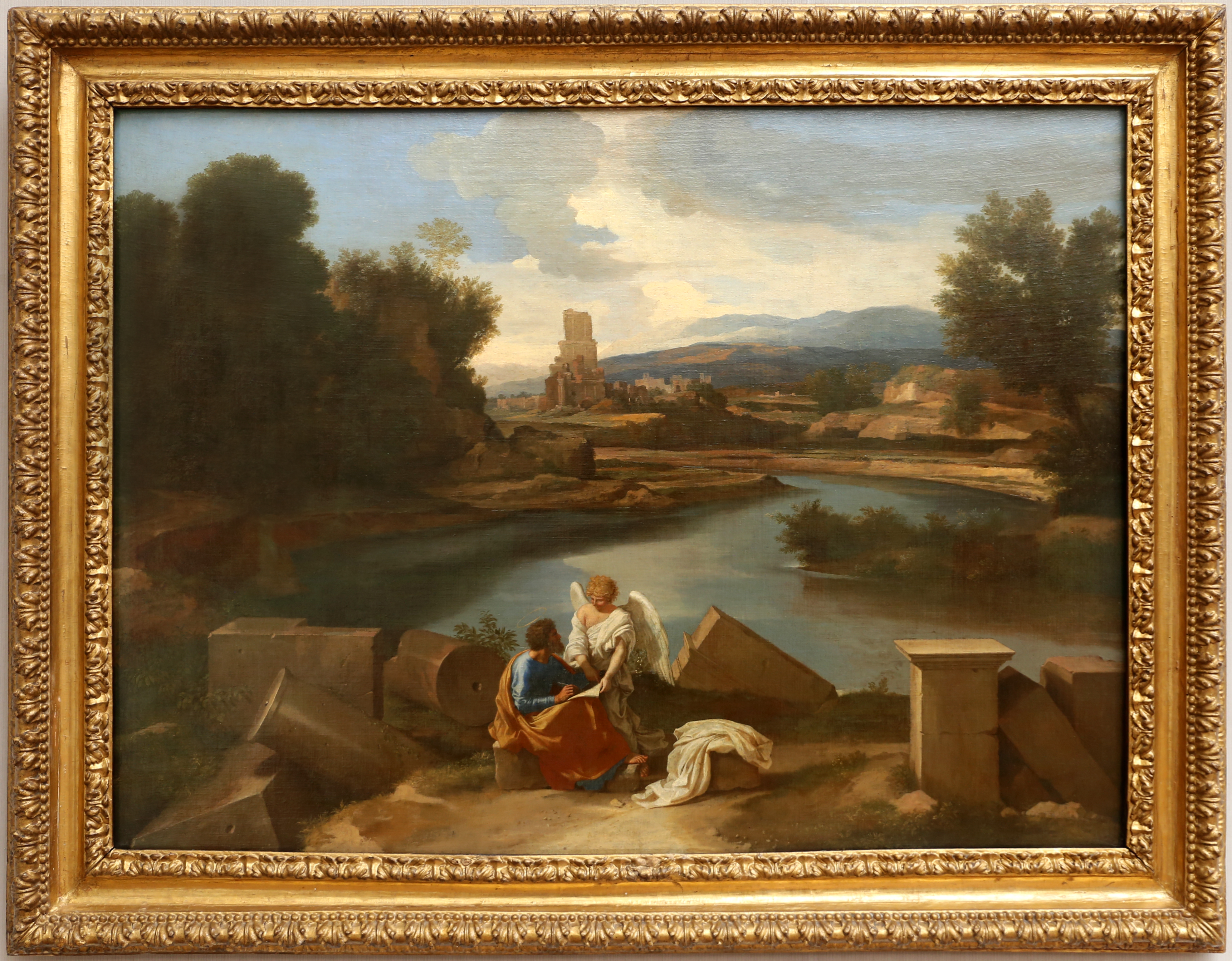
『聖マタイと天使のいる風景』 ニコラ・プッサン（1639-1640年）
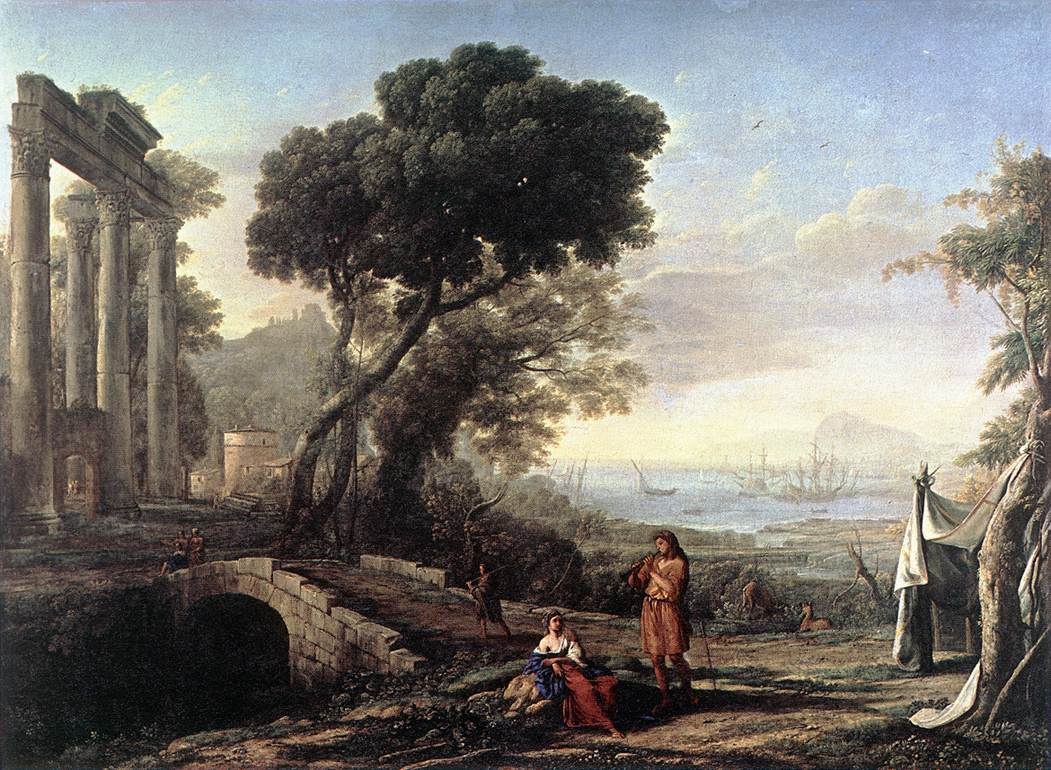
『朝の光の中のイタリアの海岸風景』 クロード・ロラン（1642年）

| 『愛の勝利』と『神の愛対世俗的な愛』 |  | 『愛の勝利』と『神の愛対世俗的な愛』 |
| 『愛の勝利』と『神の愛対世俗的な愛』 |  |                                      |

絵画館は美術品収集とその展示方法に科学的な手法を導入していることをうたっている。すべての展示室は、一定の時代ごとあるいは一定の様式ごとに、1人から5人程度の芸術家の作品のみでまとめられている。特に有名な展示室としてレンブラントの八角形の展示室や、ラファエロが描いた5枚の聖母マリアの絵画の展示室がある。
そのほかに建物北側には北方フランドル派の宗教絵画コレクションがあり、画家たちの信心深いパトロンの敬虔な信仰心と、ときに官能的に画家たちが描きあげた絵画とが興味深い対比を見せている。ルネサンス芸術の区域には、初期バロックの画家カラヴァッジオの『愛の勝利』（1602年 - 1603年）が、同じく初期バロックの画家ジョヴァンニ・バリオーネの『神の愛対世俗的な愛』（1602年）と並べられて展示されている。この2枚の絵画は歴史的に関係性がある。カラヴァッジオは「愛は全てを征服する Omnia vincit Amor」をテーマに扇情的な肖像を描いた。そしてカラバッジオにこの作品を依頼した貴族の兄弟であるローマの枢機卿が、この作品のことを耳にするとすぐにバリオーネに絵画制作を命じ、バリオーネは同じく「愛」をテーマにしてカラヴァッジオの『愛の勝利』を模倣した作品、『神の愛対世俗的な愛』を描いたのである。
Category:ベルリン絵画館の所蔵品も参照

イタリア絵画
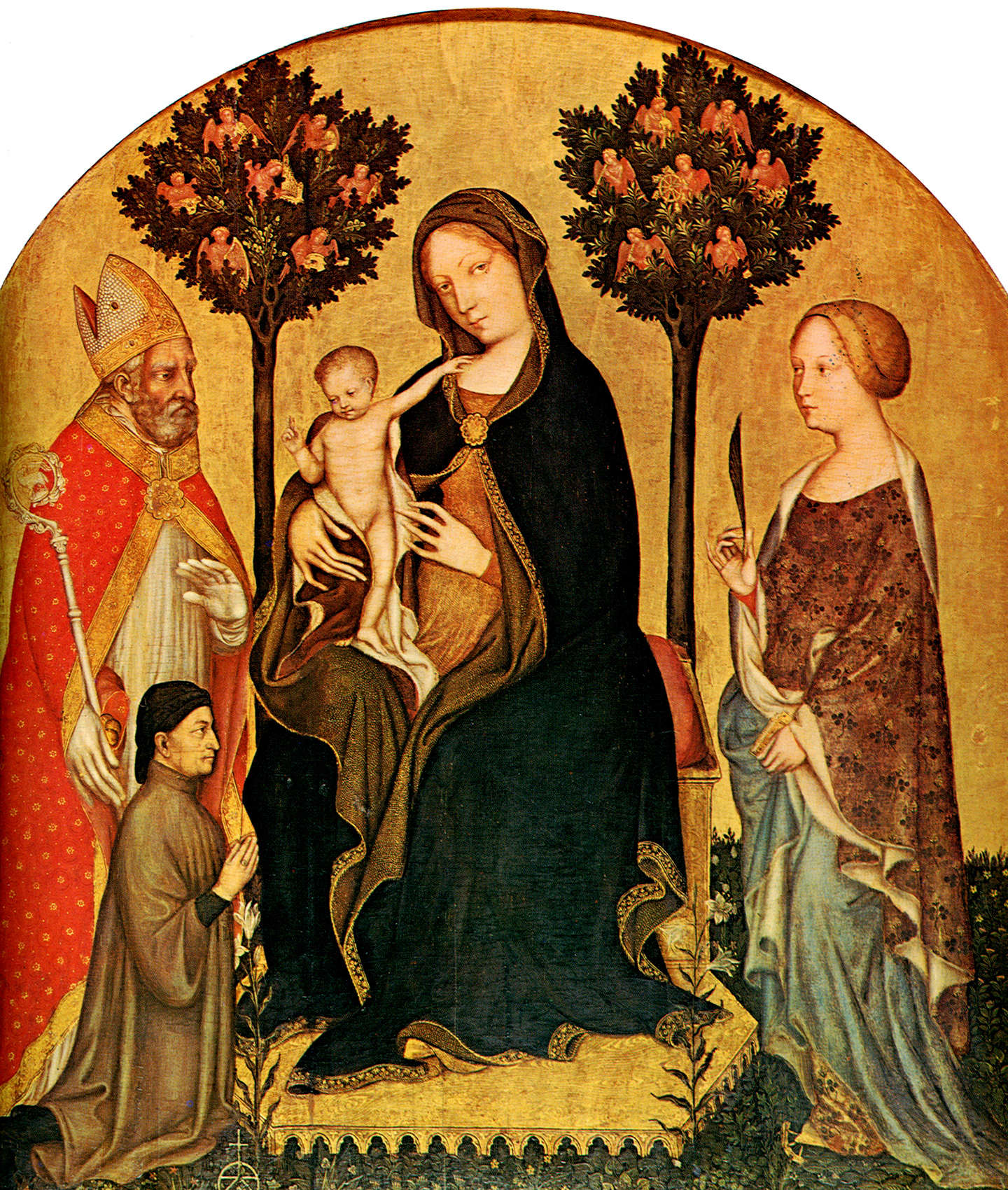
『二人の聖人と寄進者のいる聖母子』ジェンティーレ・ダ・ファブリアーノ（1395年-1400年頃）
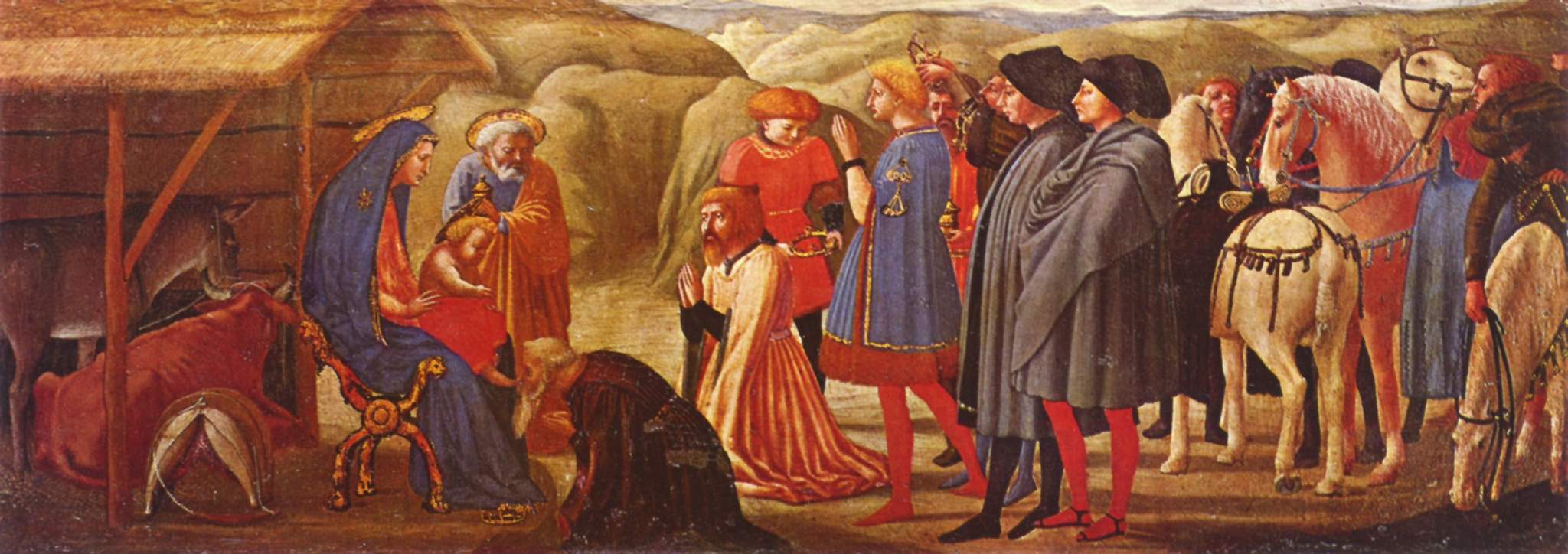
『東方三博士の礼拝』 マサッチオ（1426年）
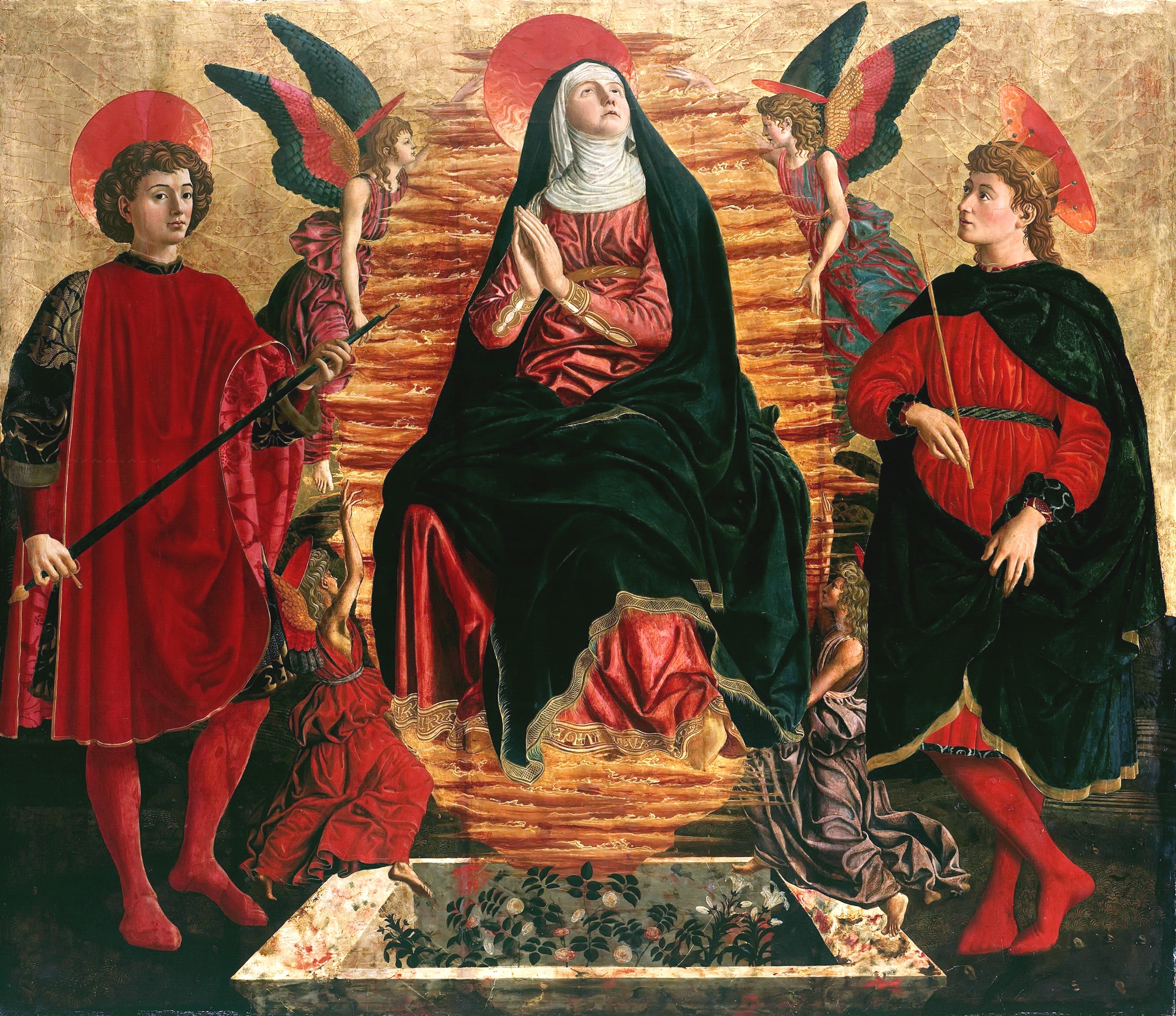
『聖母被昇天』 アンドレア・デル・カスターニョ（1449-1450年頃）
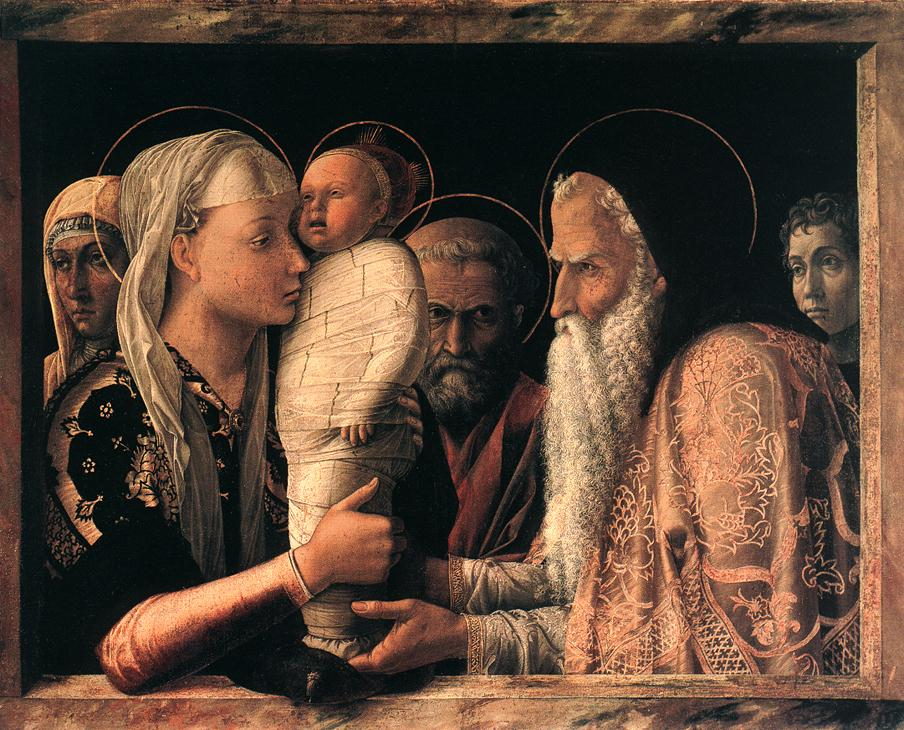
『神殿奉献』 アンドレア・マンテーニャ（1455年頃）
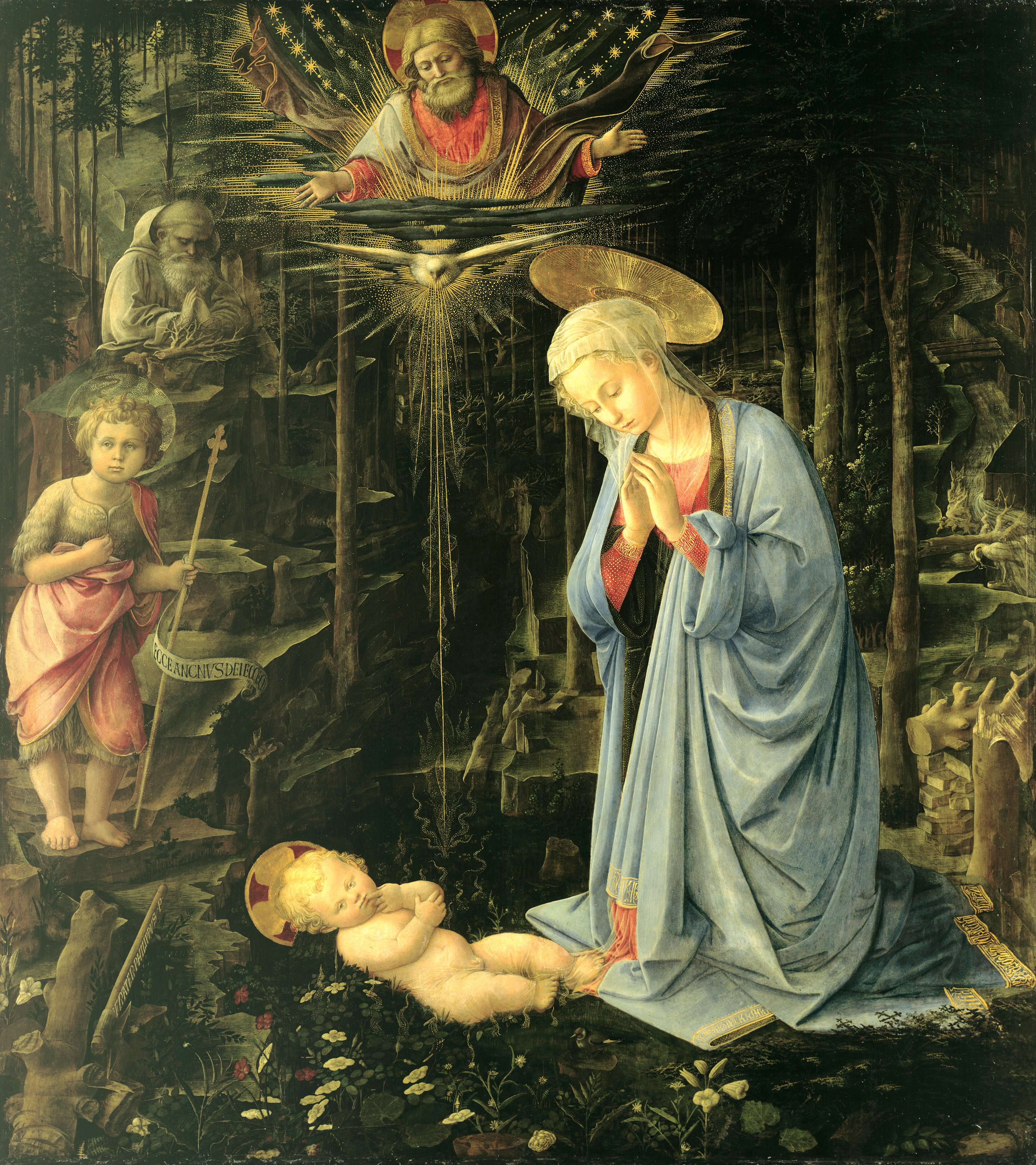
『神秘の降誕』 フィリッポ・リッピ（1459年頃）
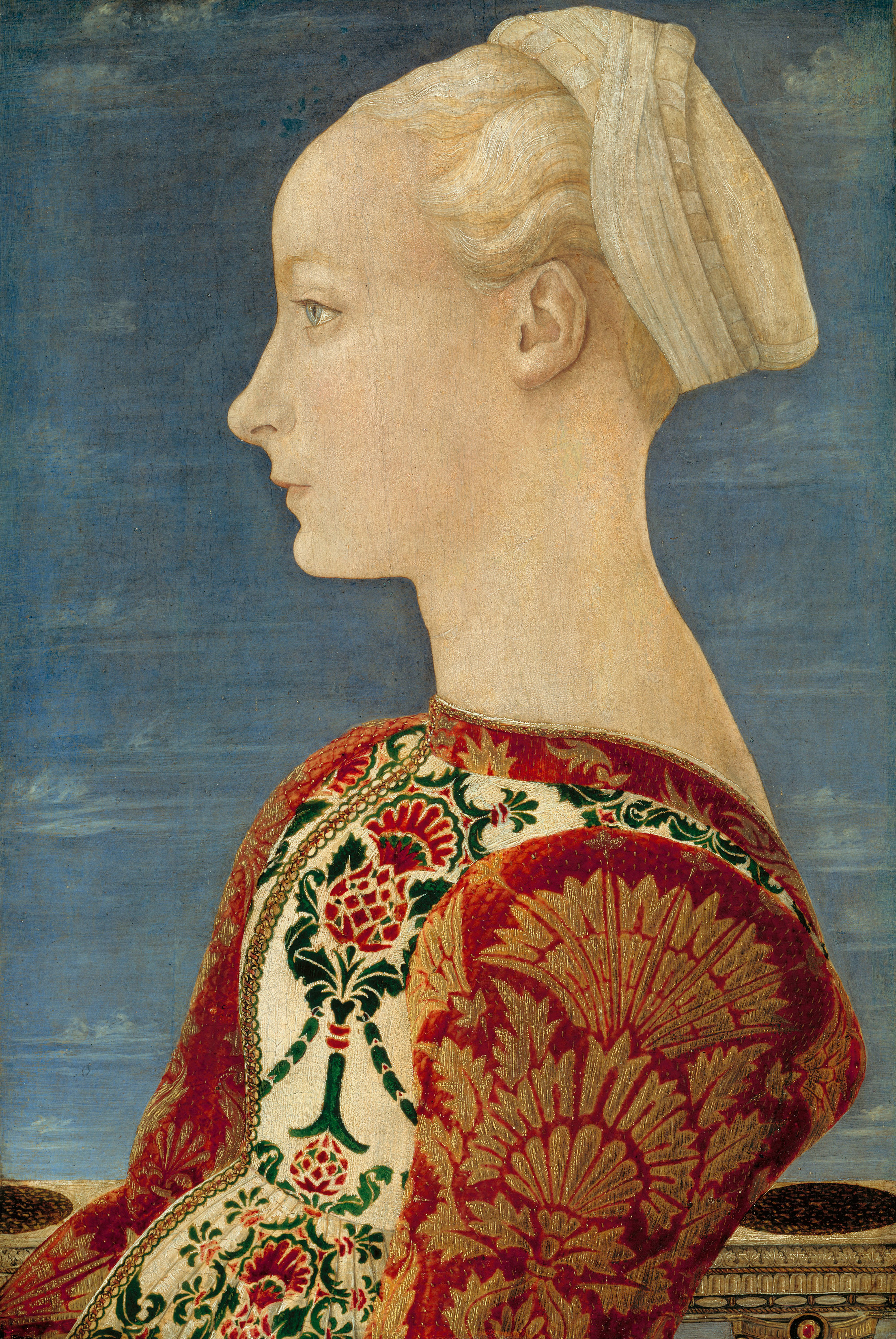
『若い女性の横顔の肖像』ピエロ・デル・ポッライオーロ (1465年)
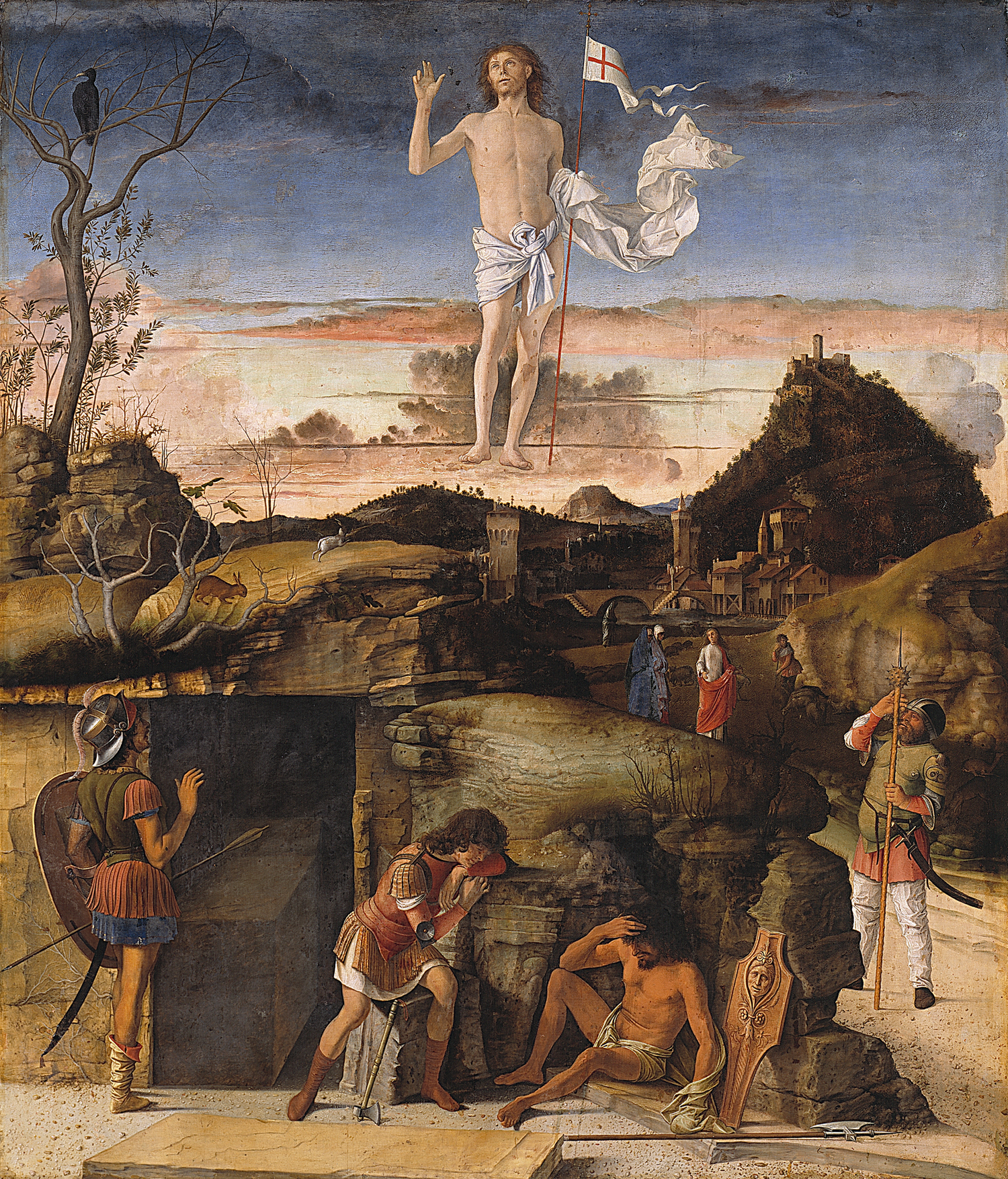
『キリストの復活』ジョヴァンニ・ベッリーニ (1475-1479年頃)
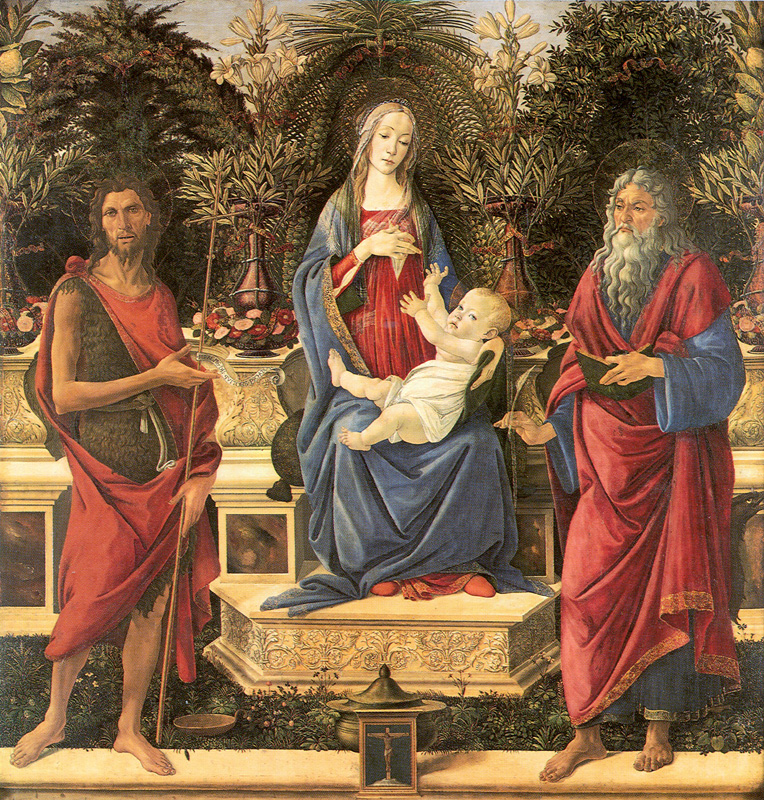
『バルディ家の聖母』サンドロ・ボッティチェッリ (1485年頃)
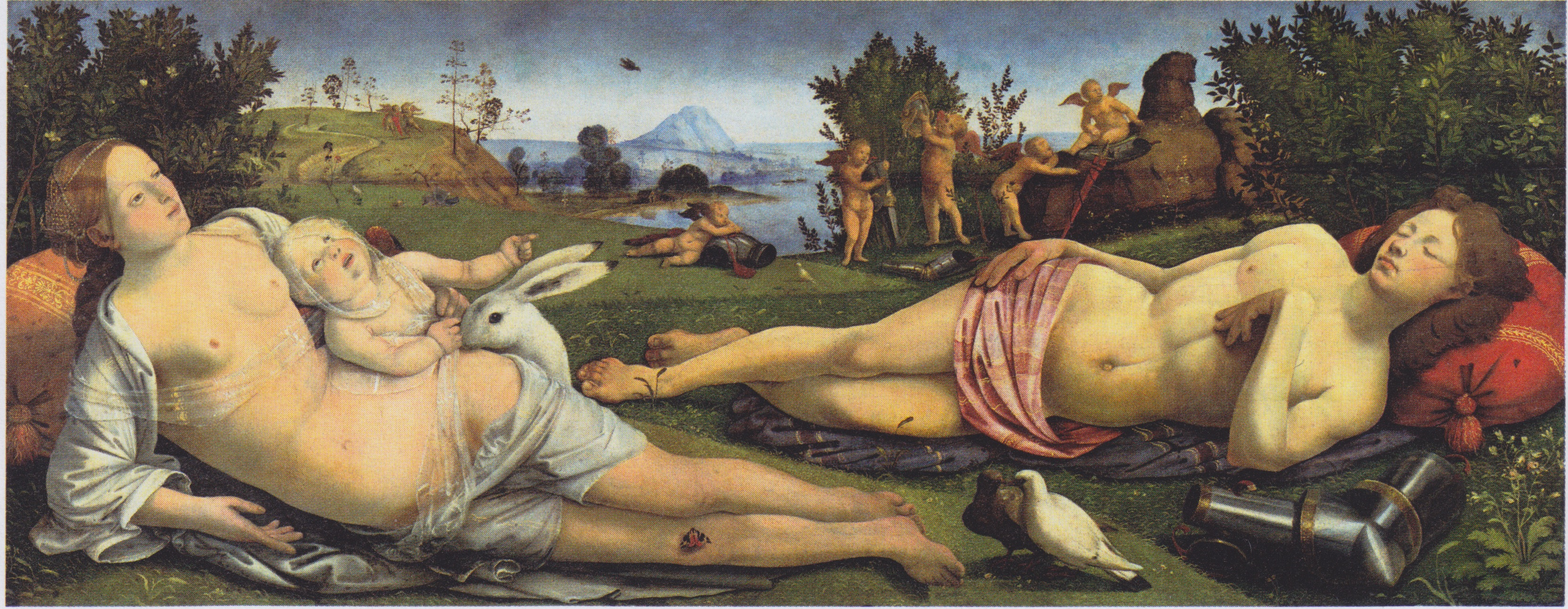
『ヴィーナス、マルスとキューピッド』ピエロ・ディ・コジモ (1490年頃)
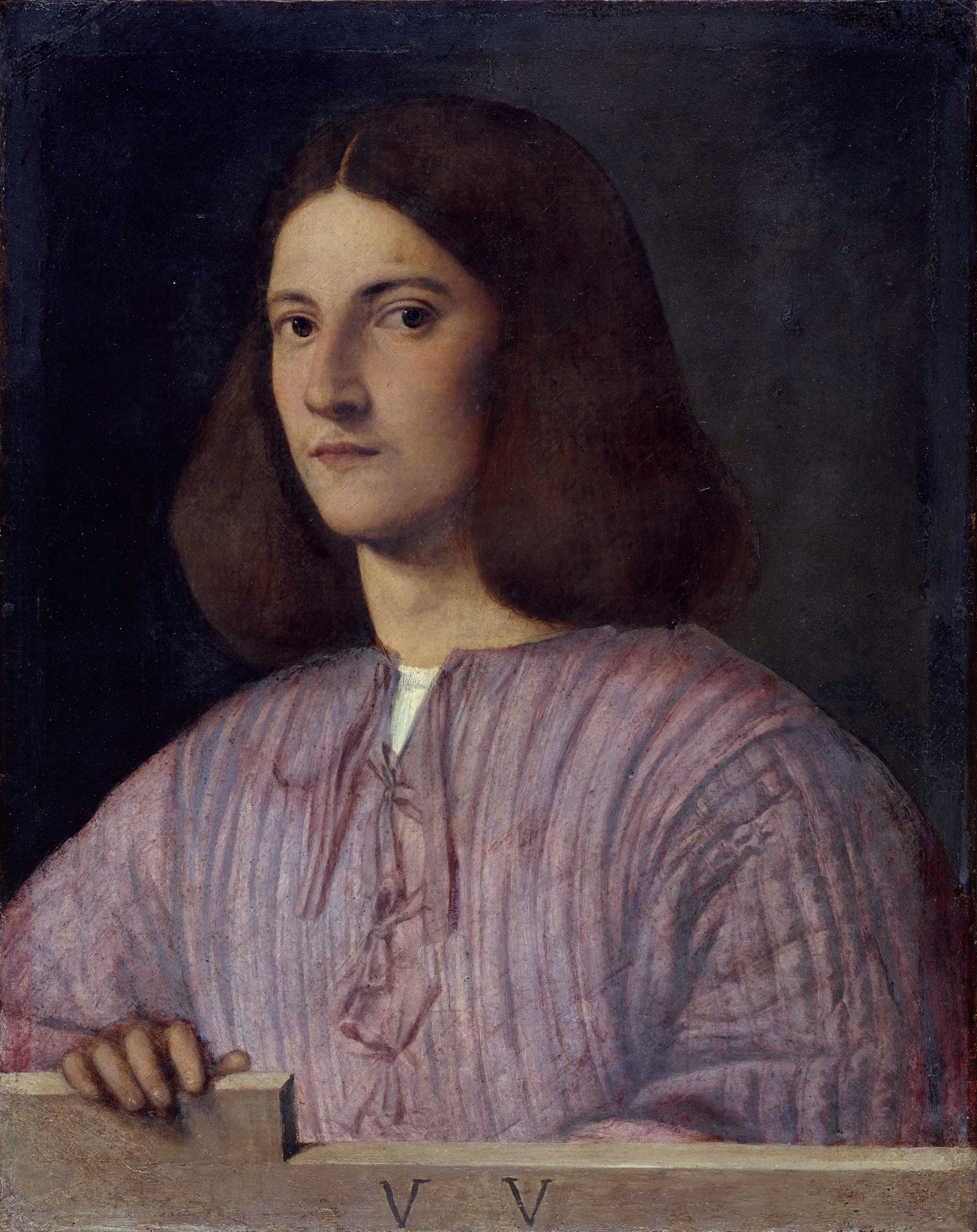
『ジュスティニアーニの肖像』 ジョルジョーネ（1500-1506年頃）
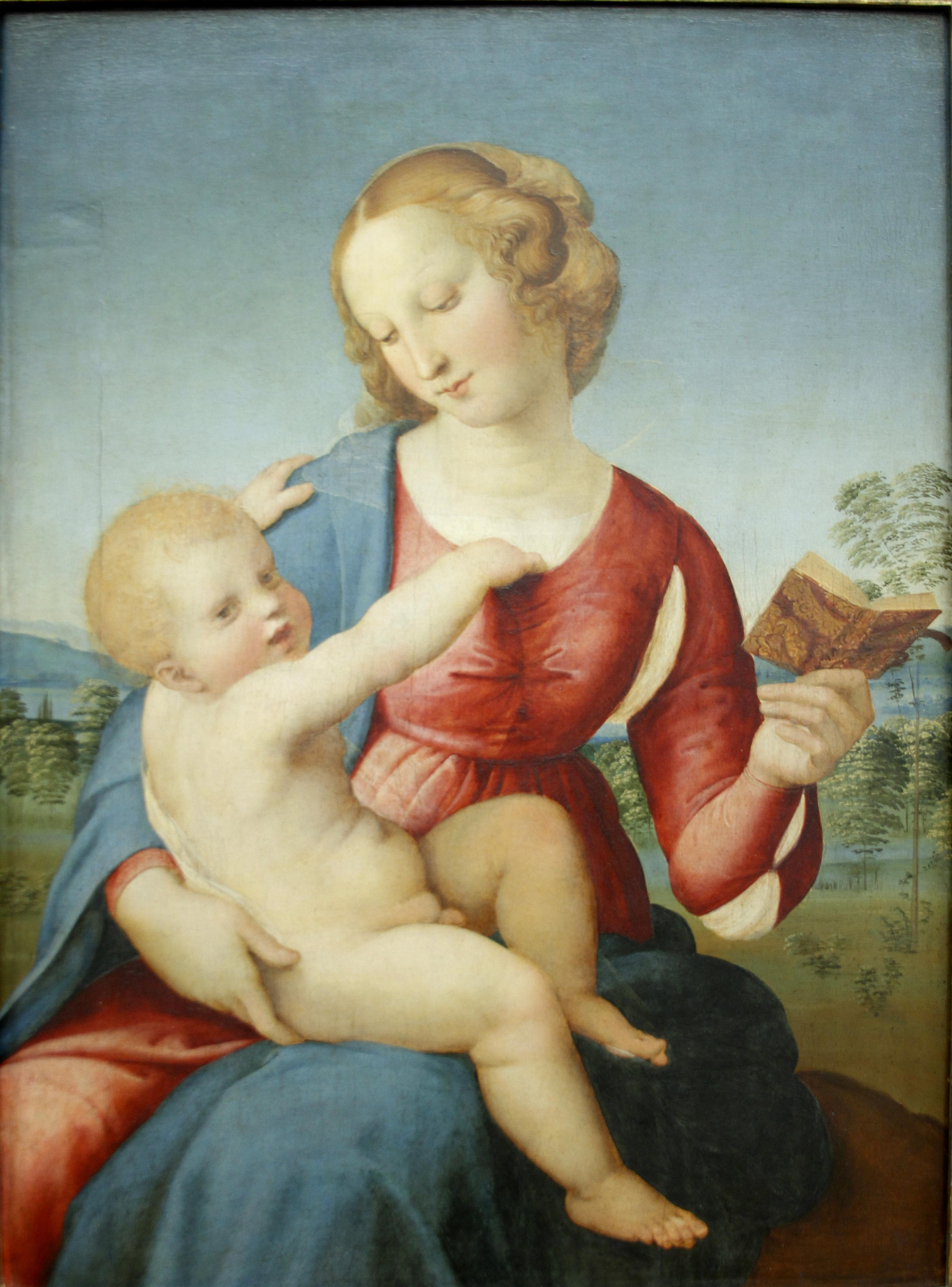
『コロンナの聖母』 ラファエロ・サンティ（1507年頃）
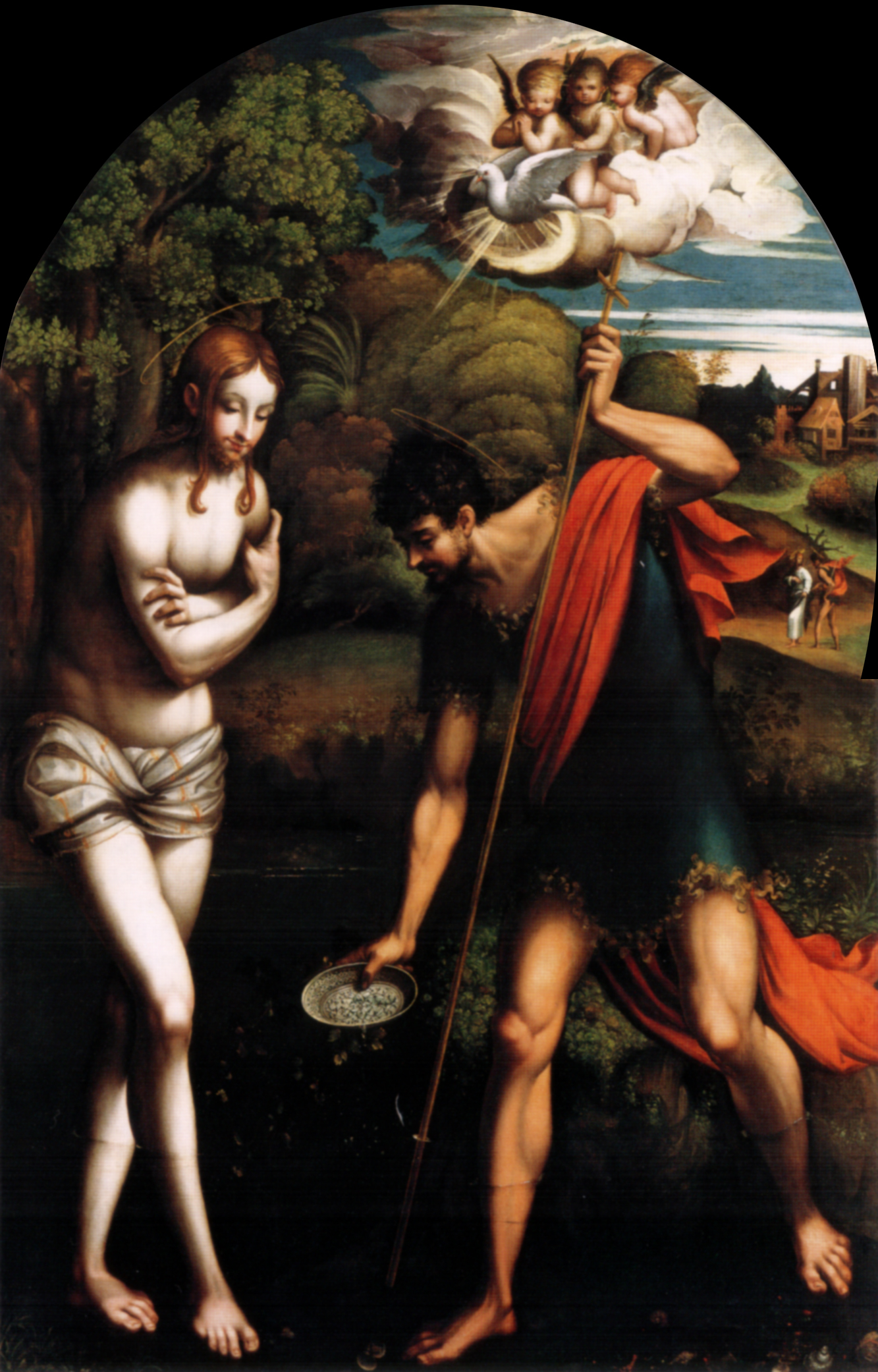
『キリストの洗礼』 パルミジャニーノ （1519年頃）
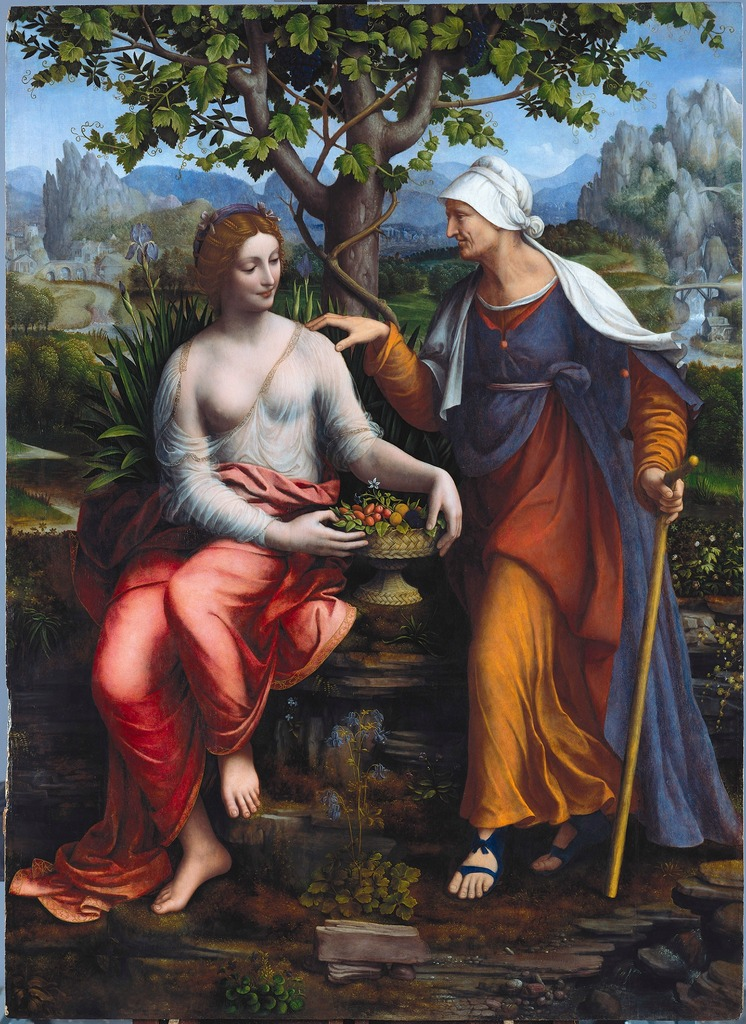
『ウェルトゥムヌスとポモナ』 フランチェスコ・メルツィ（1518-1522年頃）
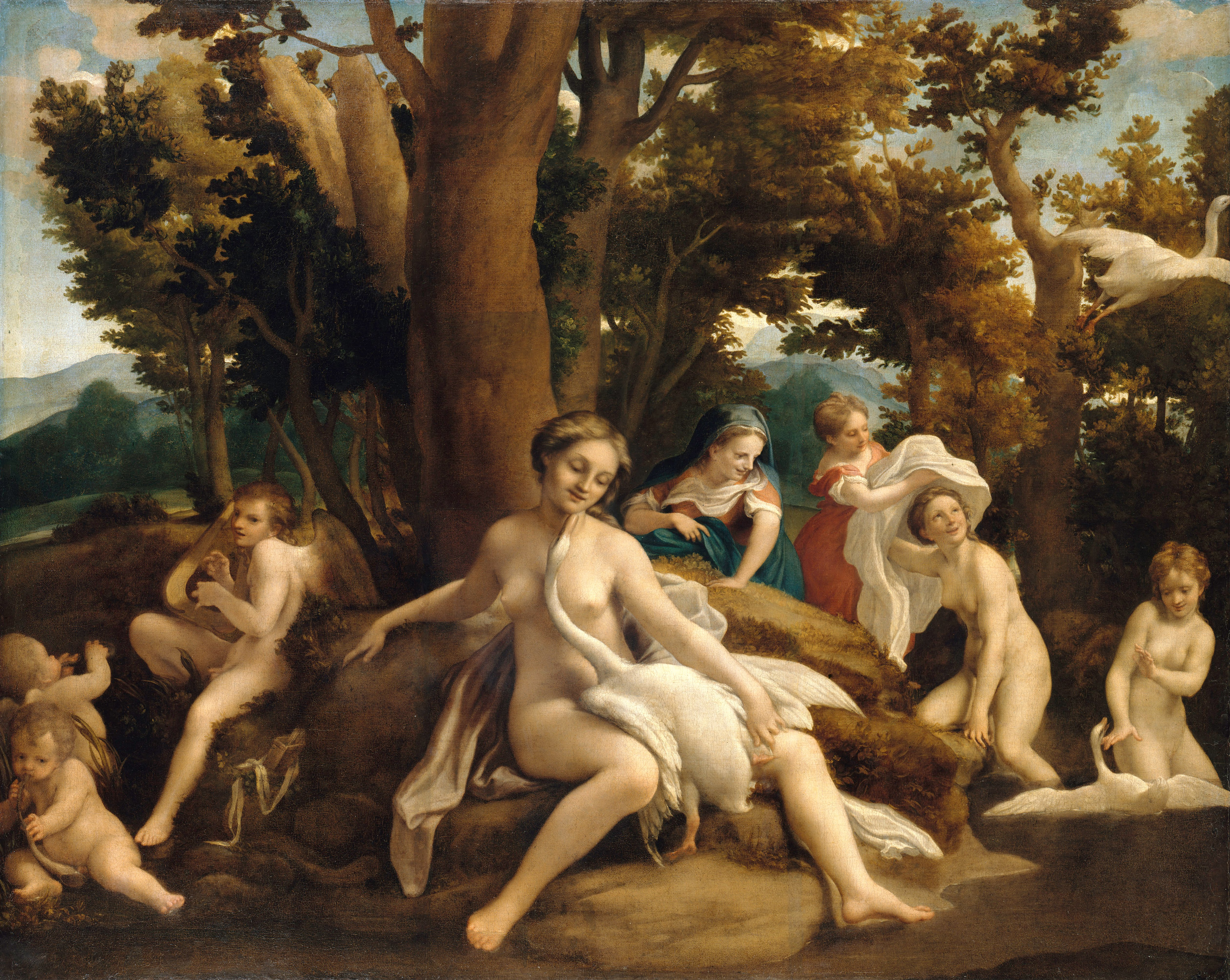
『レダと白鳥』 コレッジョ（1531年 - 1532年）
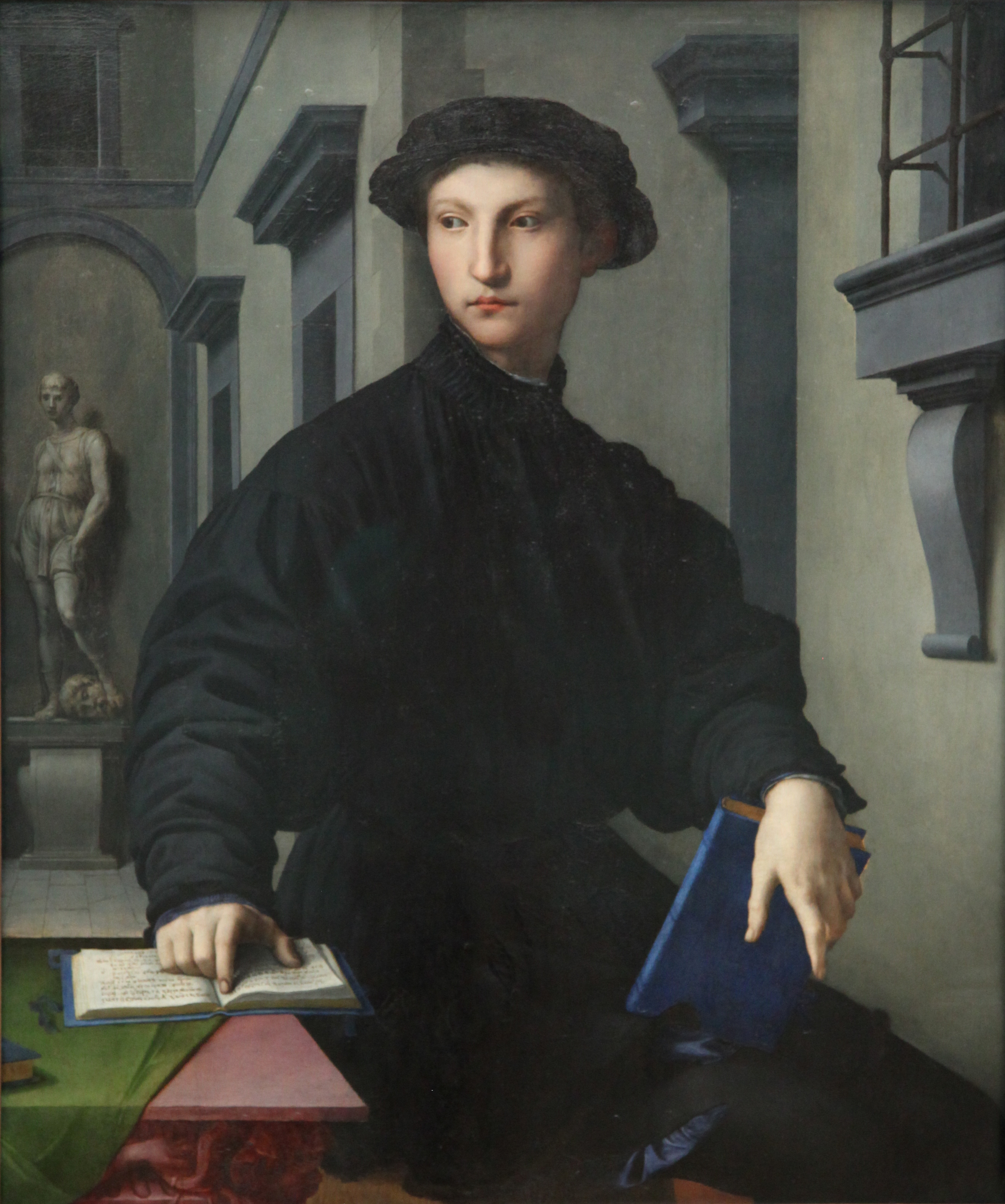
『ウゴリーノ・マルテッリの肖像』アーニョロ・ブロンズィーノ（1536年、または1537年）
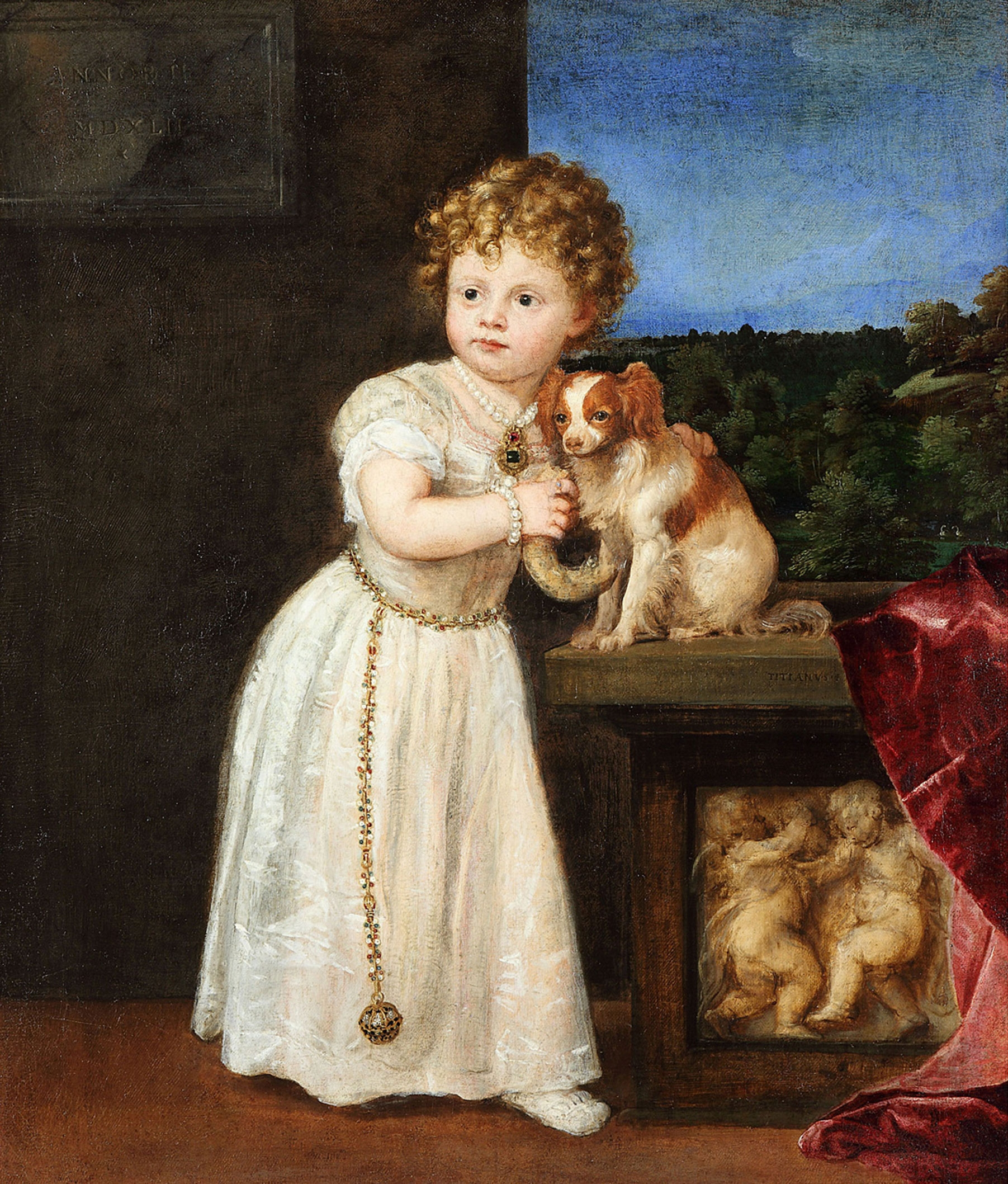
『クラリッサ・ストロッツィの肖像』ティツィアーノ・ヴェチェッリオ（1542年）
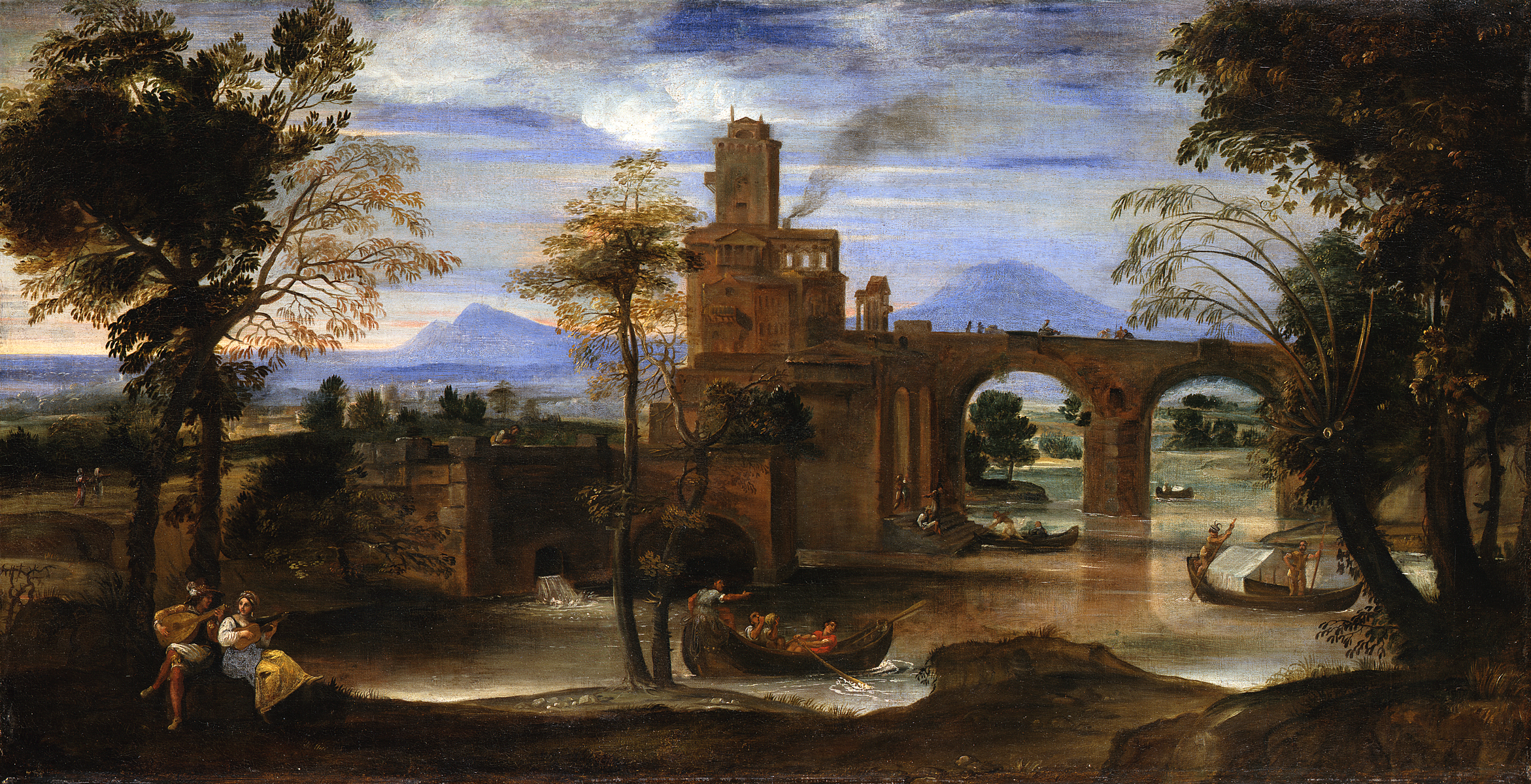
『要塞と橋を望むローマの川の風景』 アンニーバレ・カラッチ (1600年頃)
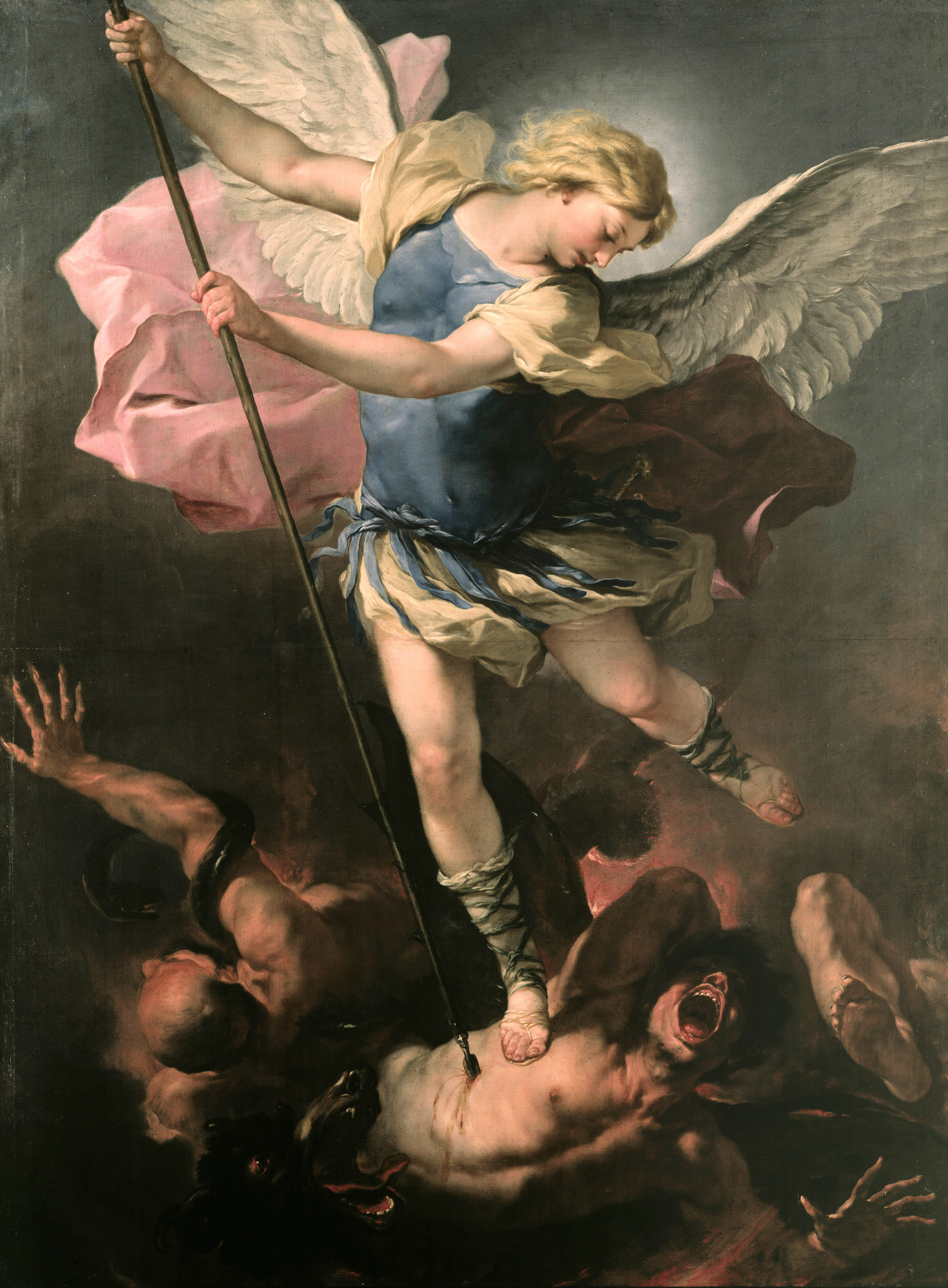
『聖ミカエル』ルカ・ジョルダーノ (1663年頃)

ネーデルラント・ドイツ絵画
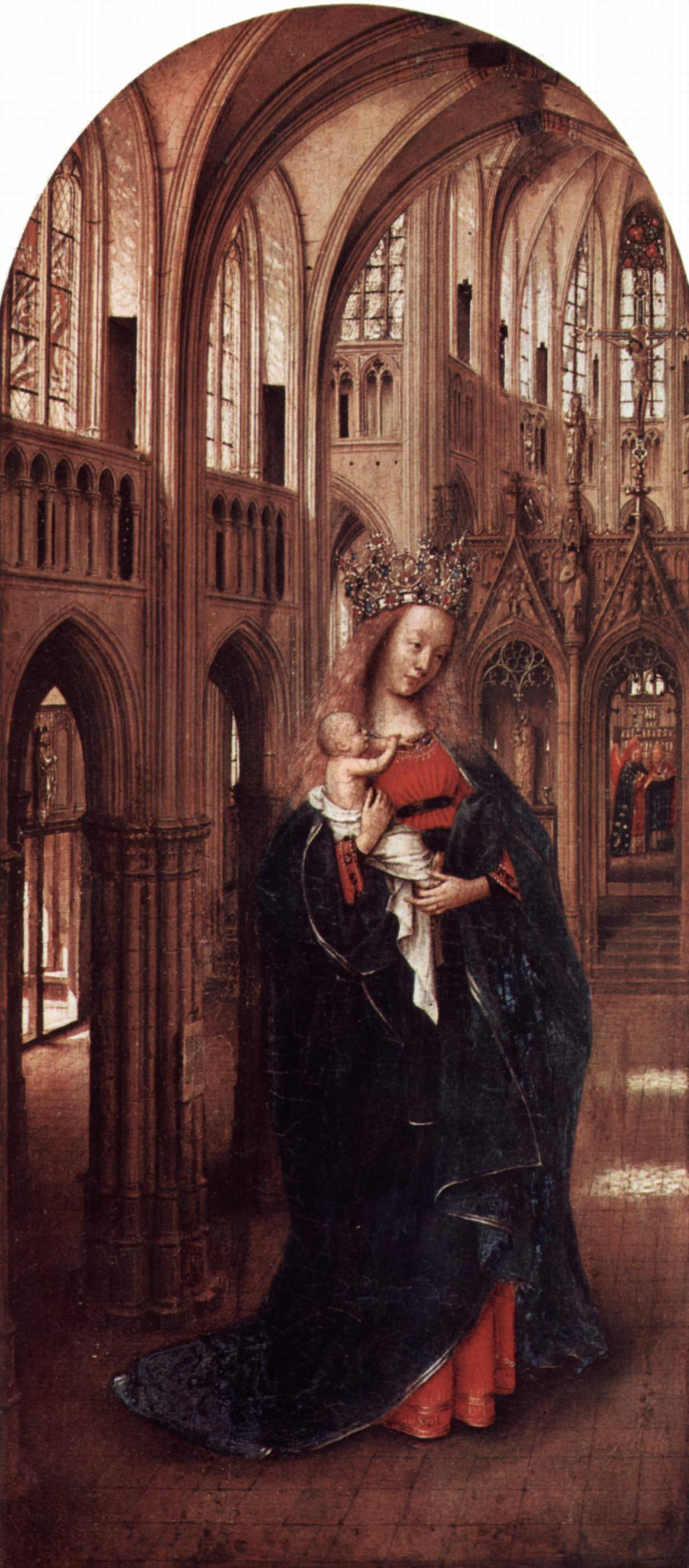
『教会の聖母子』 ヤン・ファン・エイク（1425年頃）
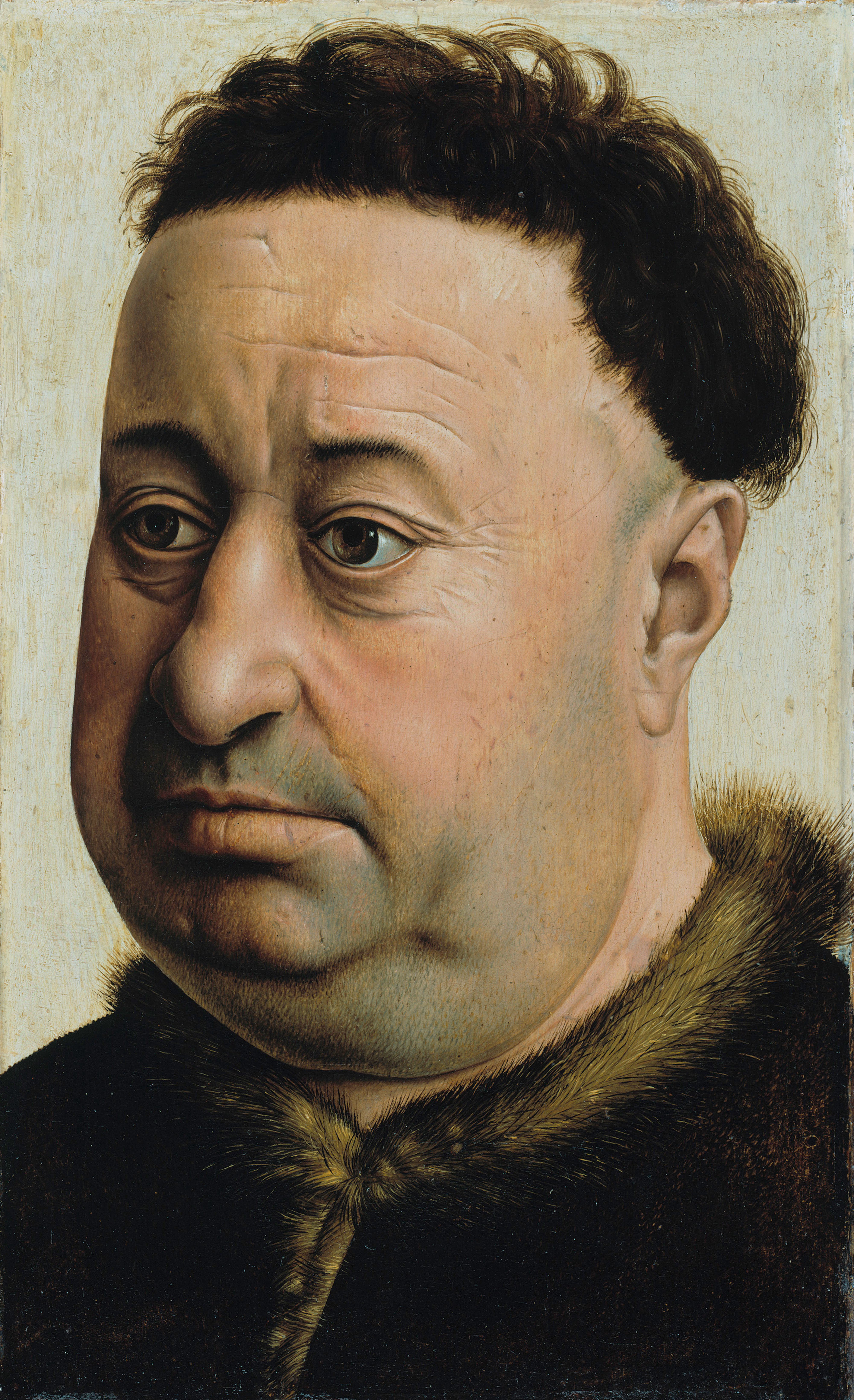
『太った男性の肖像』 ロベルト・カンピン（1425年頃）
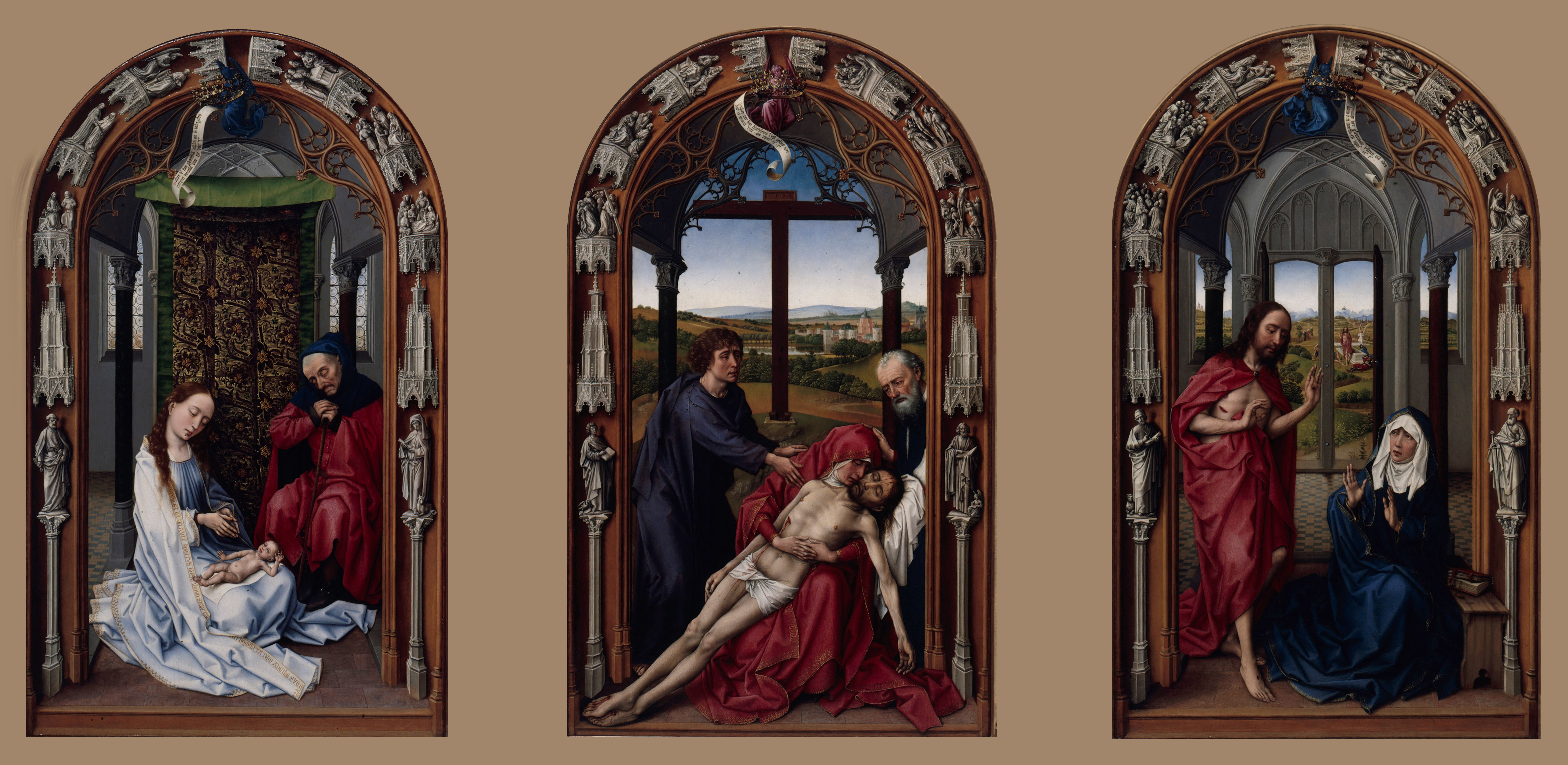
『ミラフロレスの祭壇画』 ロヒール・ファン・デル・ウェイデン（1442年-1445年頃）
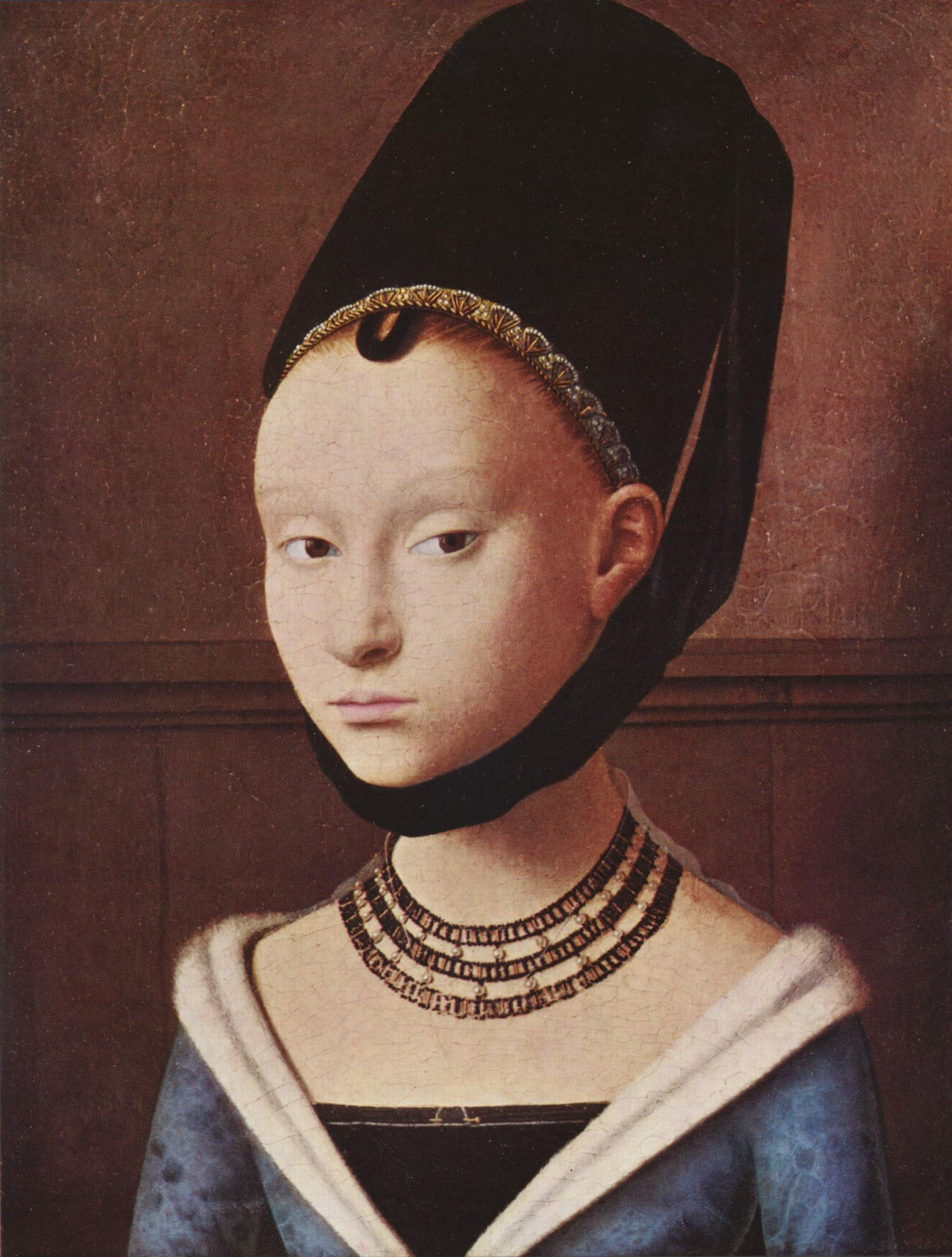
『若い女の肖像』 ペトルス・クリストゥス（1470年頃）
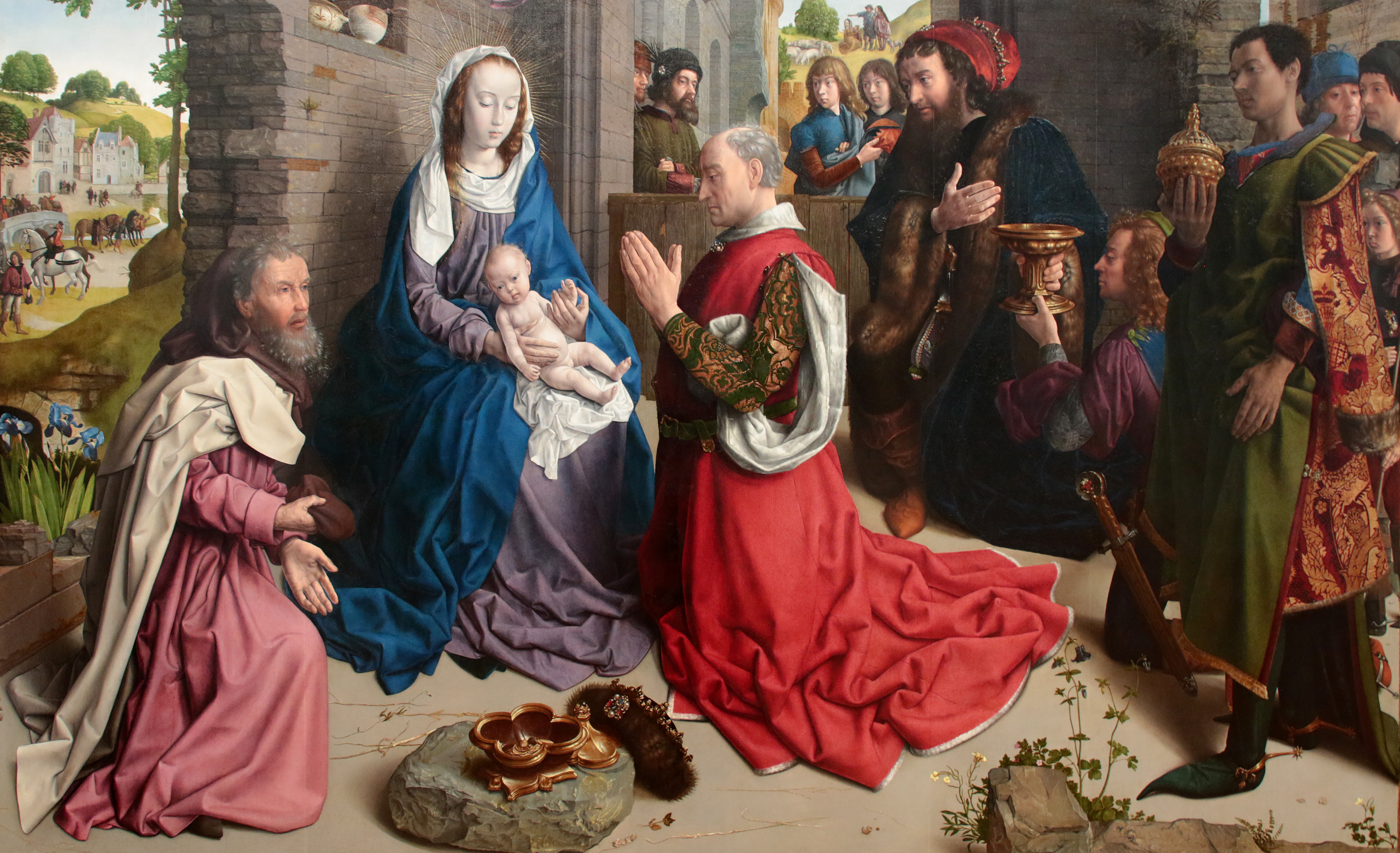
『モンフォルテ祭壇画』 フーゴー・ファン・デル・グース（1470年頃）
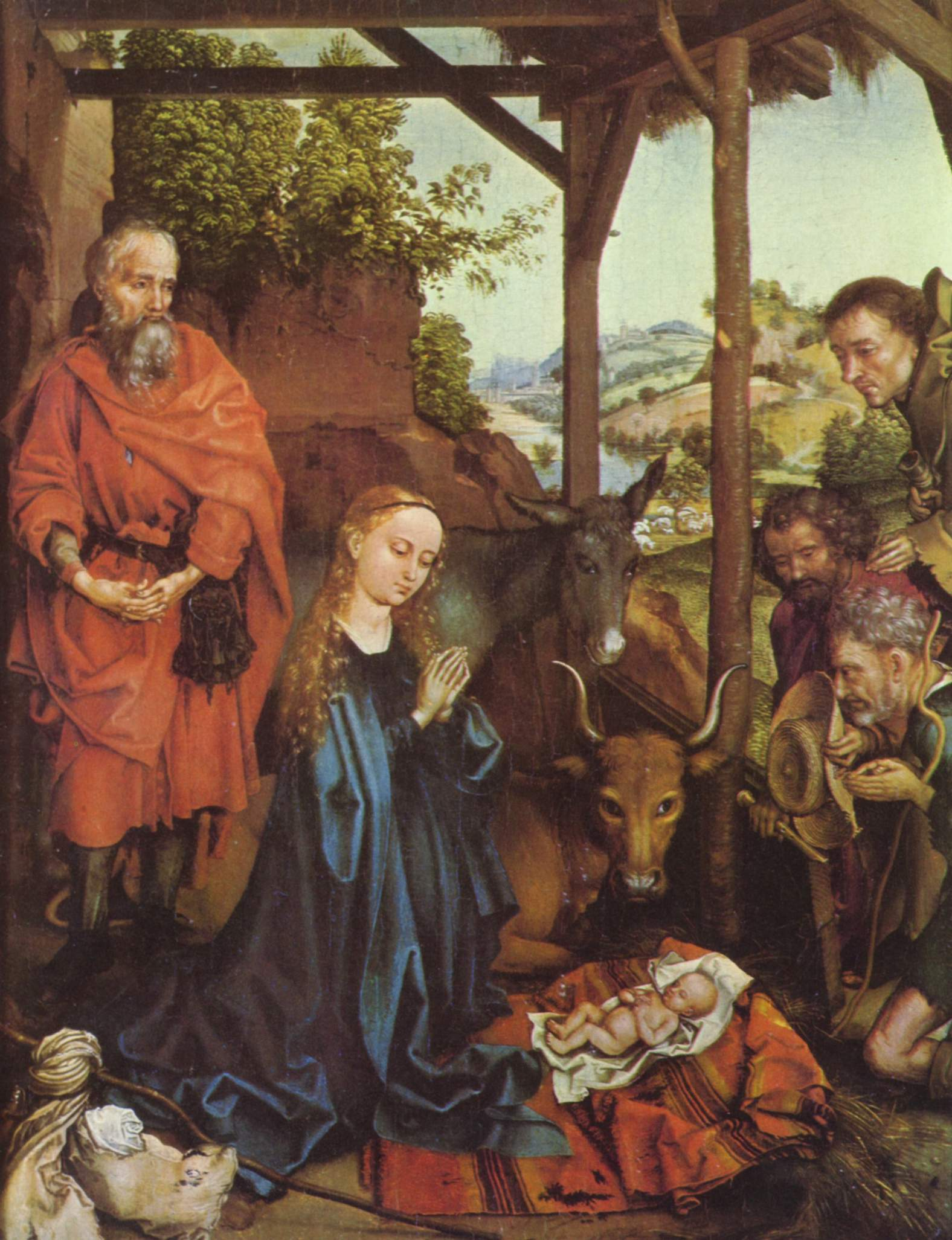
『羊飼いの礼拝』 マルティン・ショーンガウアー（1475年頃）
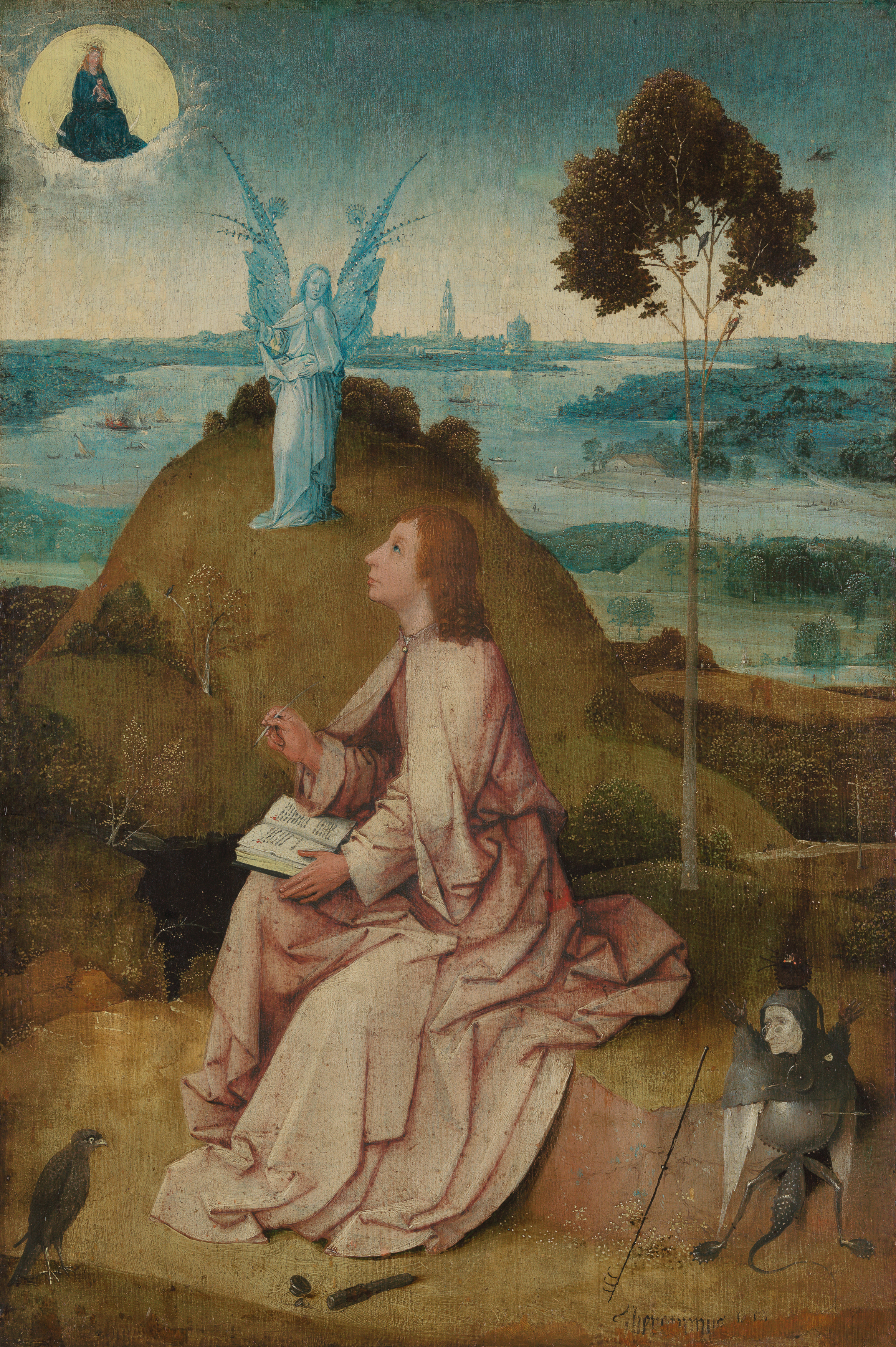
『パトモス島の聖ヨハネ』 ヒエロニムス・ボス（1489年頃）
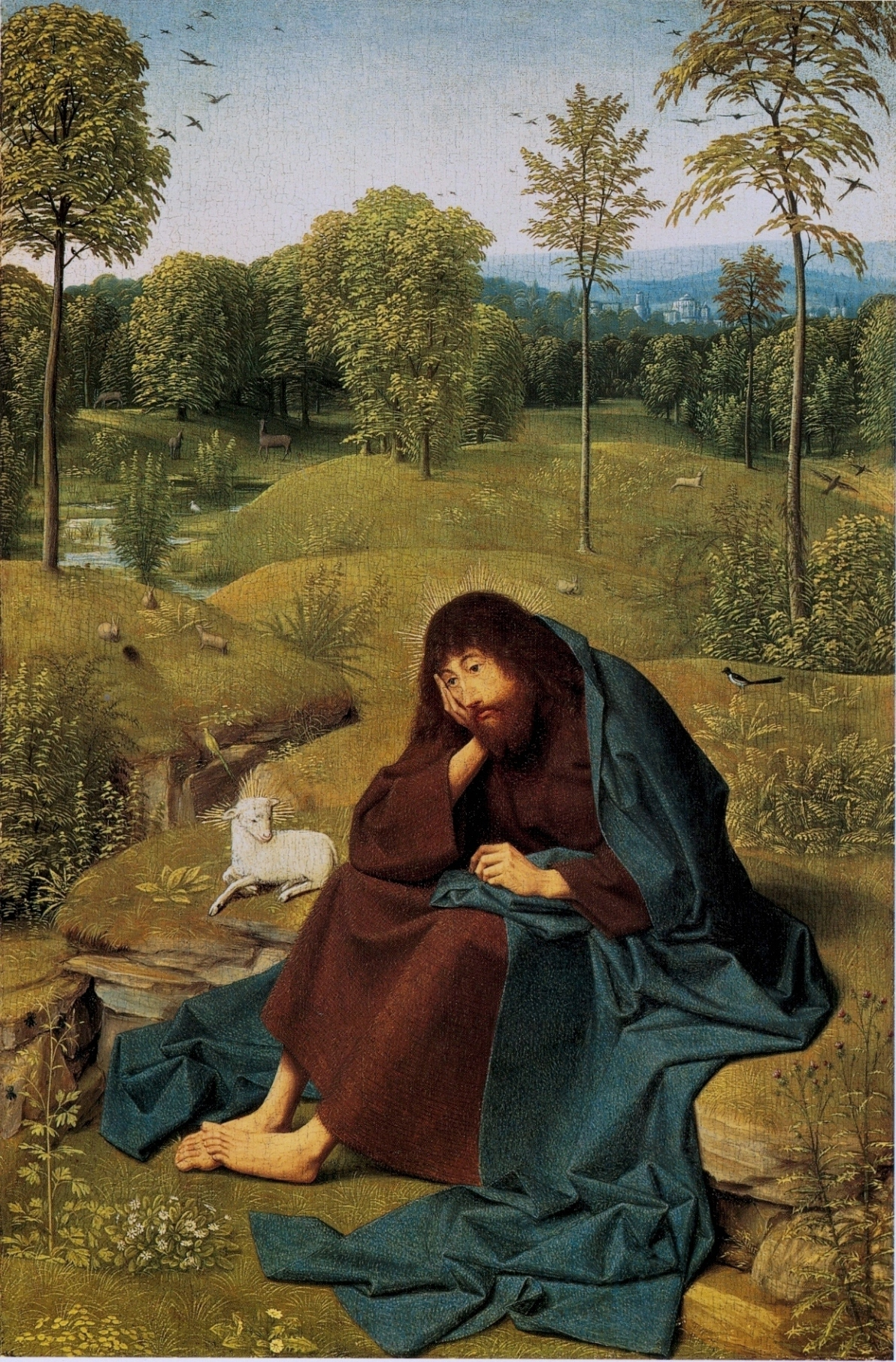
『荒野の洗礼者聖ヨハネ』 ヘールトヘン・トット・シント・ヤンス（1490年）
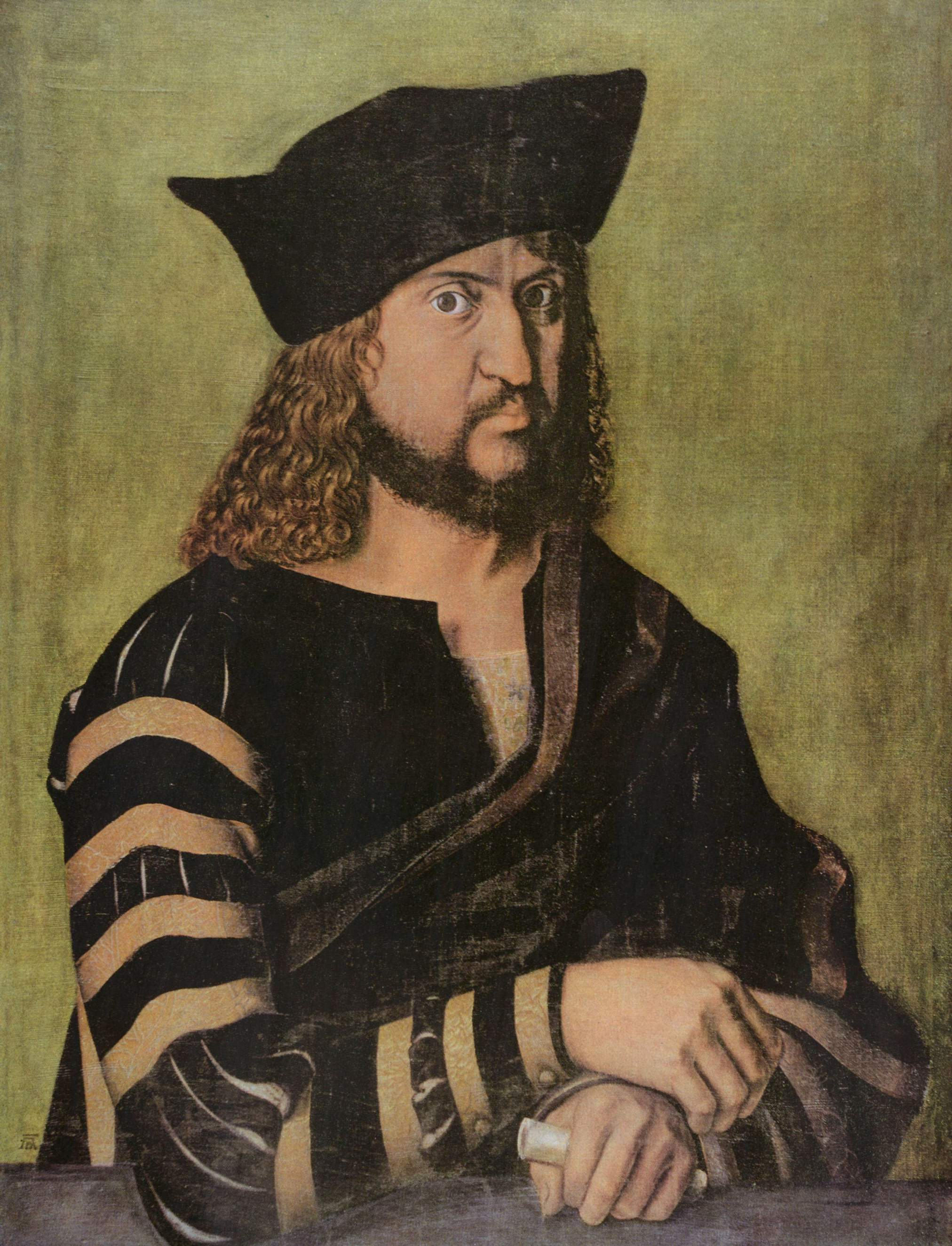
『ザクセン選帝侯フリードリヒ3世の肖像』 アルブレヒト・デューラー（1500年頃）
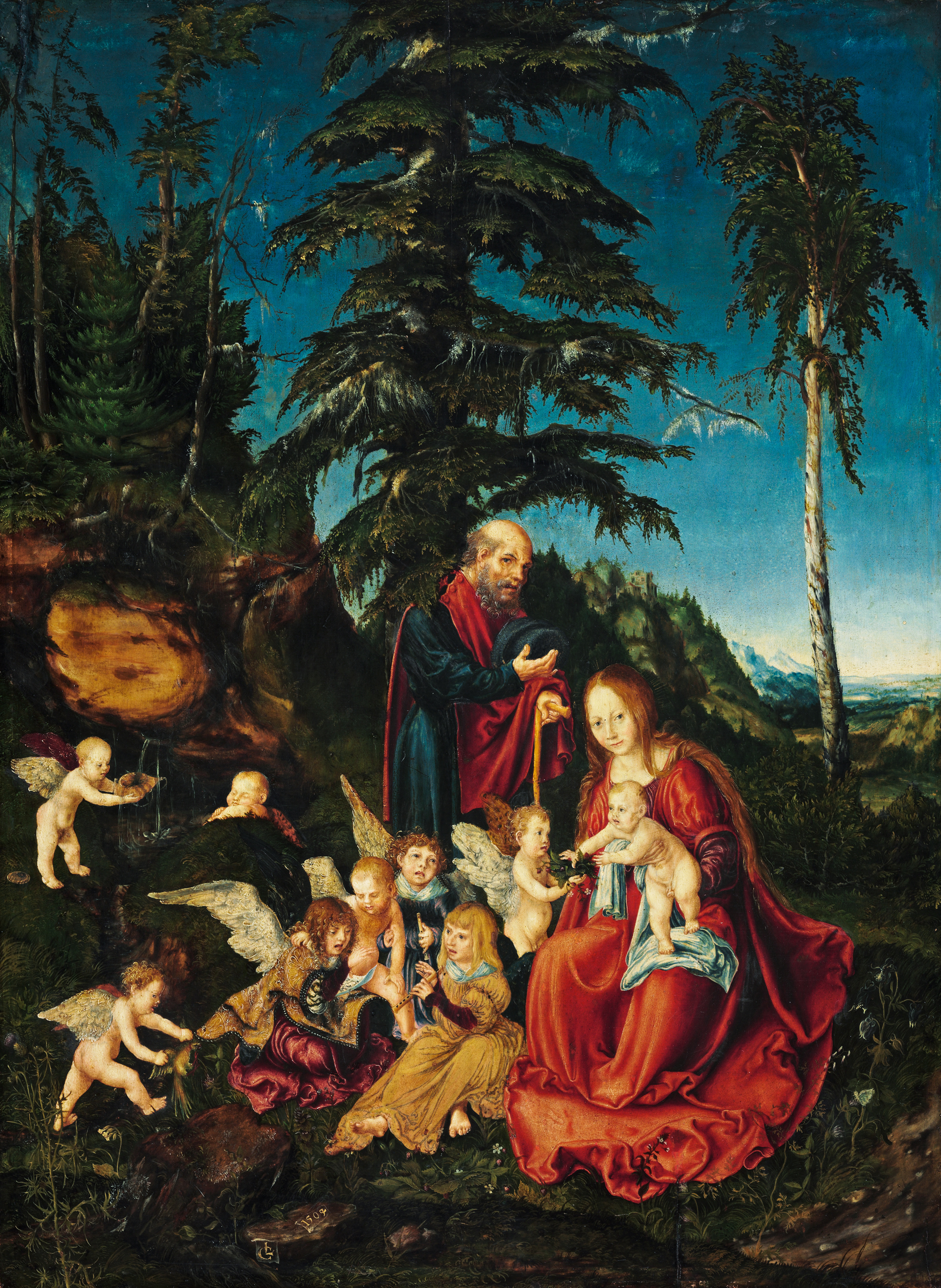
『エジプト逃避途上の休息』 ルーカス・クラナッハ (父)（1509年）
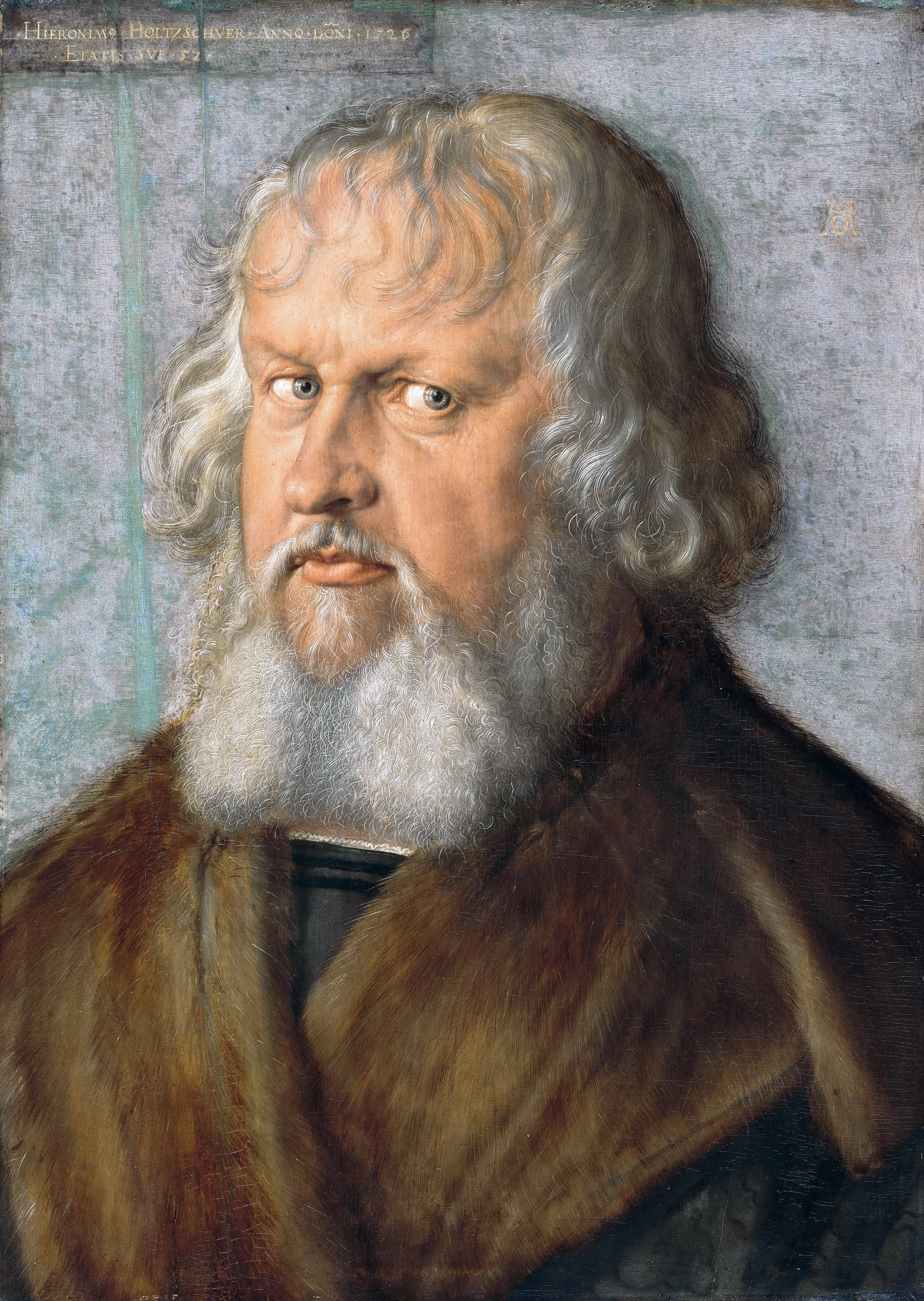
『ヒエロニムス・ホルツシューアーの肖像』 アルブレヒト・デューラー（1526年）
『ヴィーナスとキューピッド』 ルーカス・クラナッハ (父)（1530年頃）
『ゲオルク・ギーゼの肖像』 ハンス・ホルバイン（1532年）
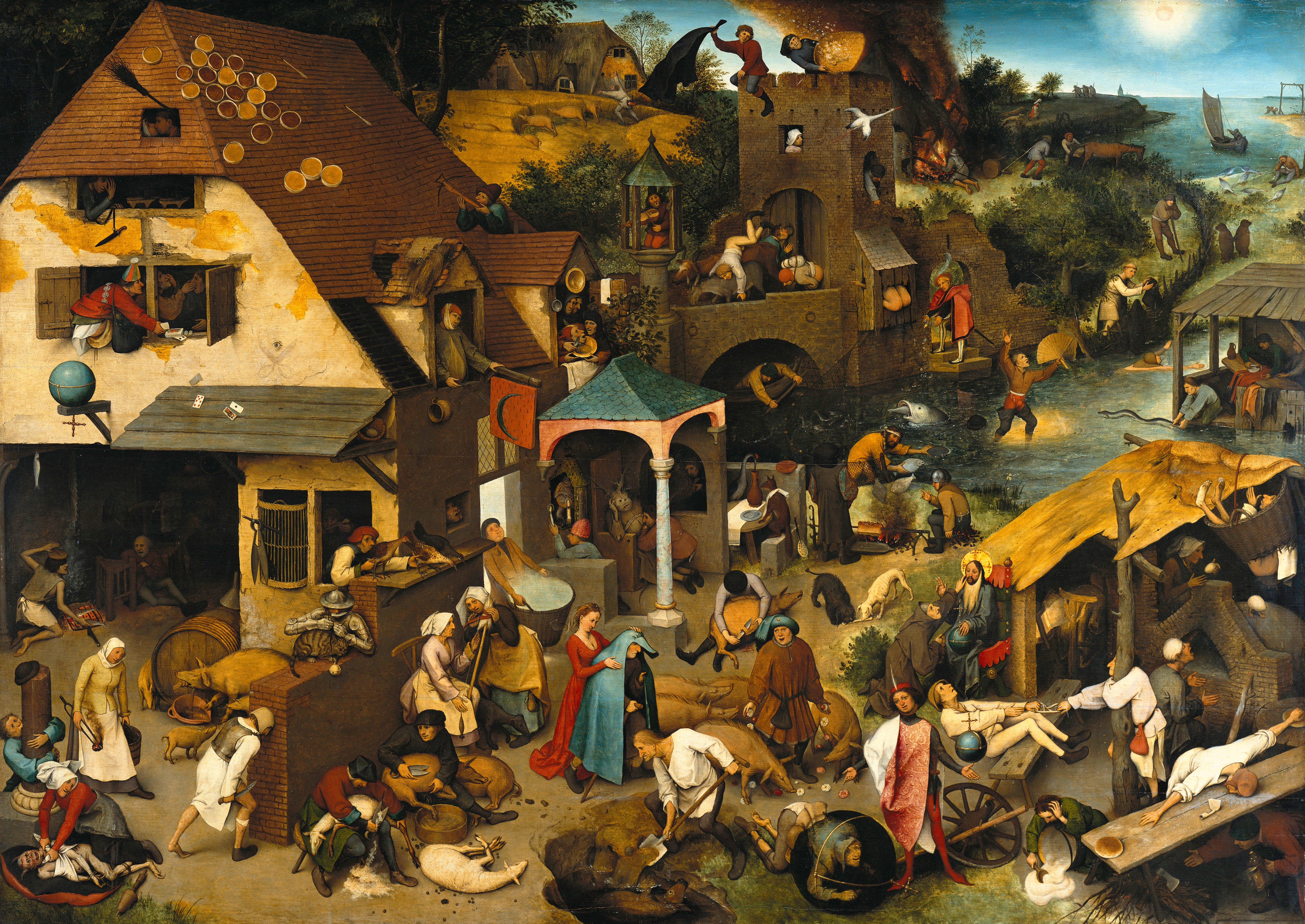
『ネーデルラントの諺』 ピーテル・ブリューゲル（1559年）
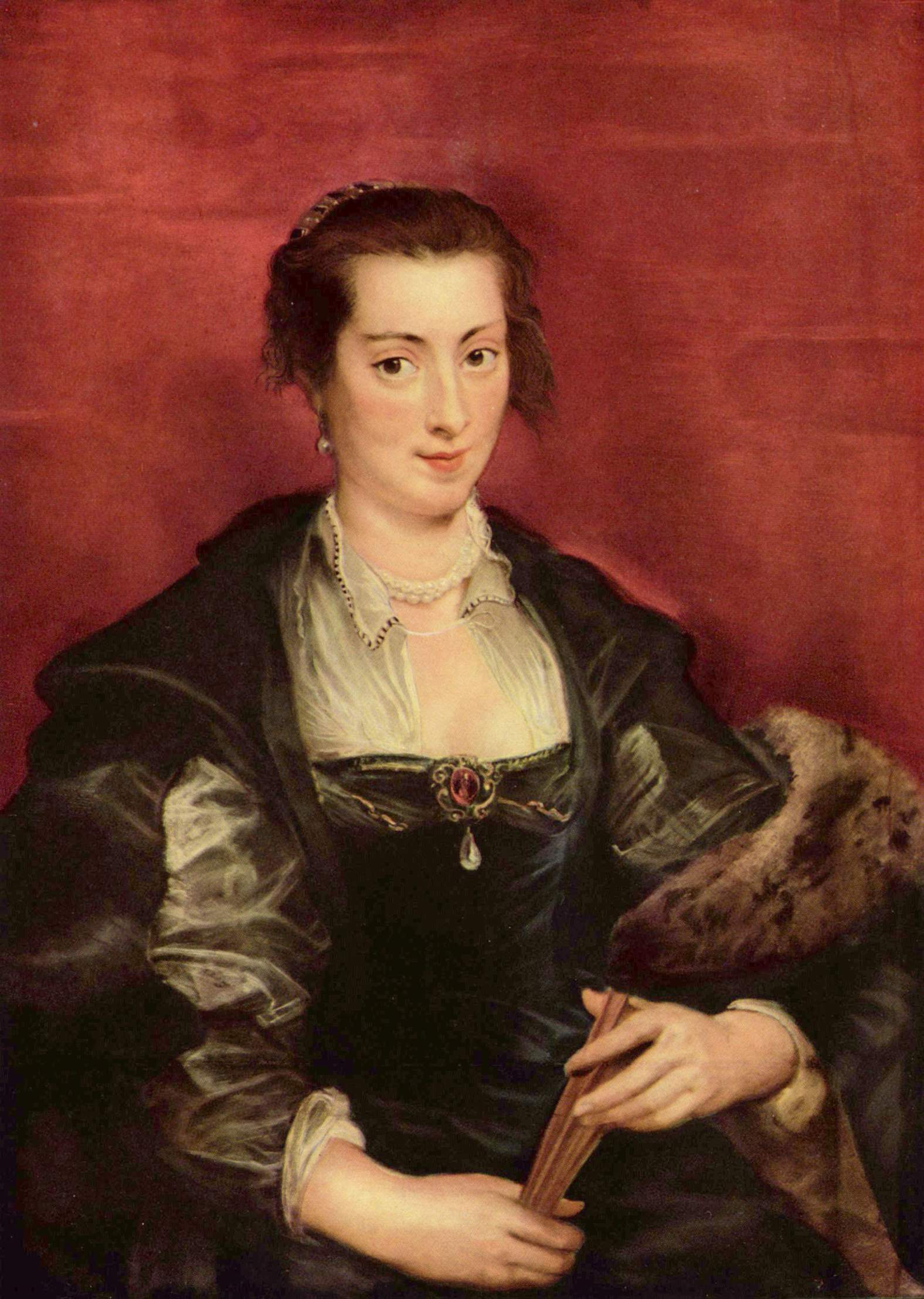
『イサベラ・ブラントの肖像』 ピーテル・パウル・ルーベンス（1610年頃）
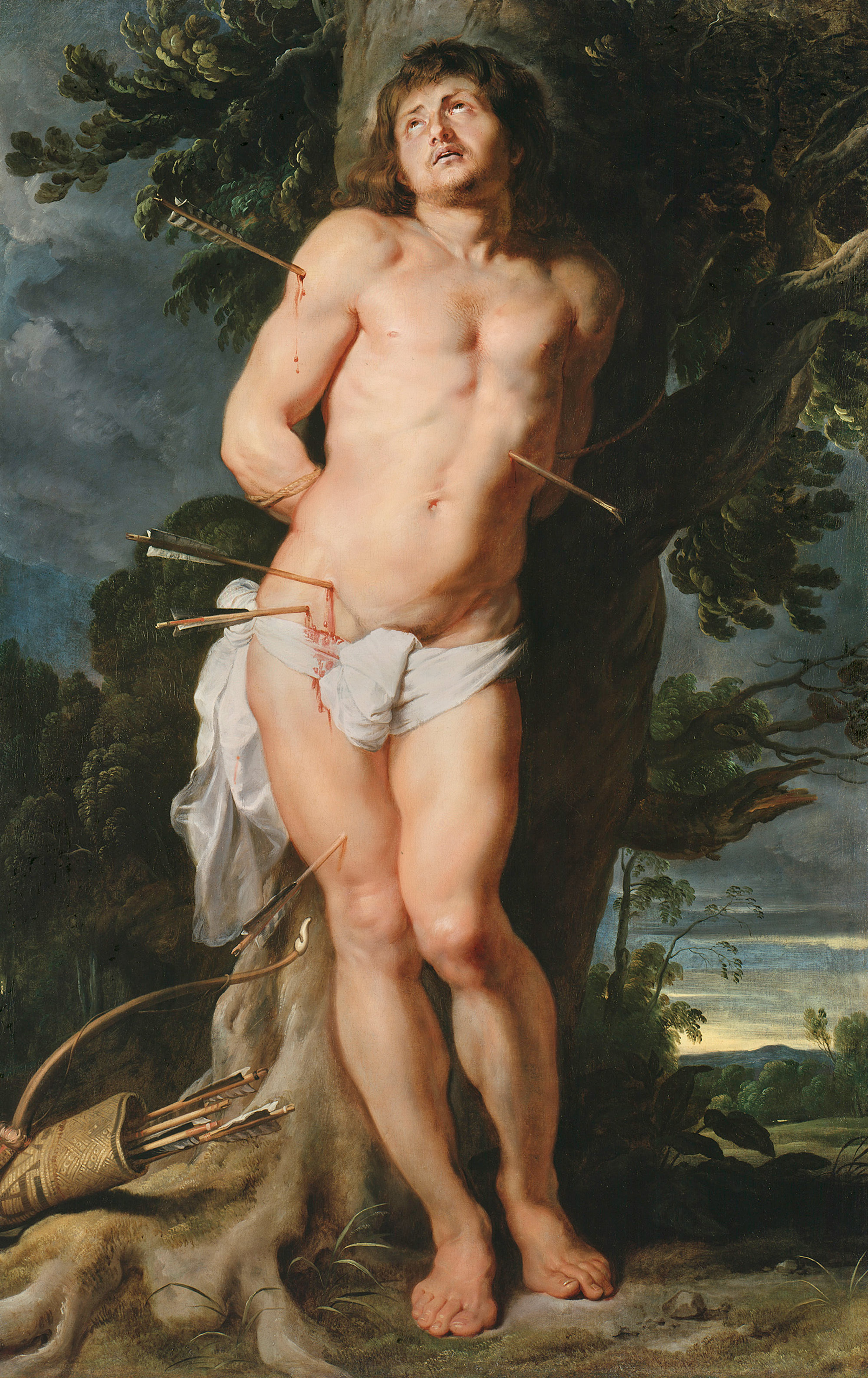
『聖セバスティアヌス』 ピーテル・パウル・ルーベンス（1614年頃）
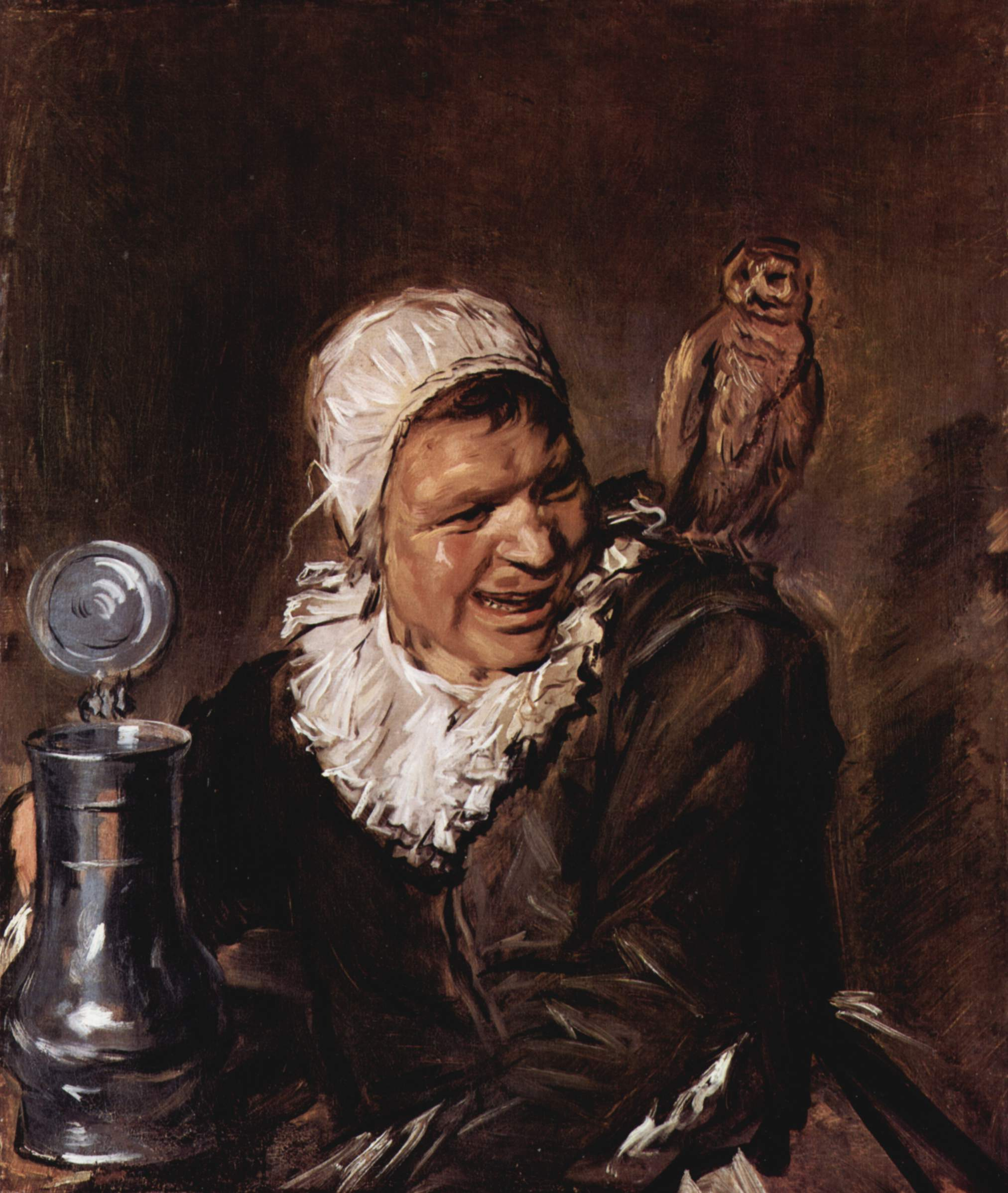
『マッレ・バッベ』 フランス・ハルス（1633-1635年頃）
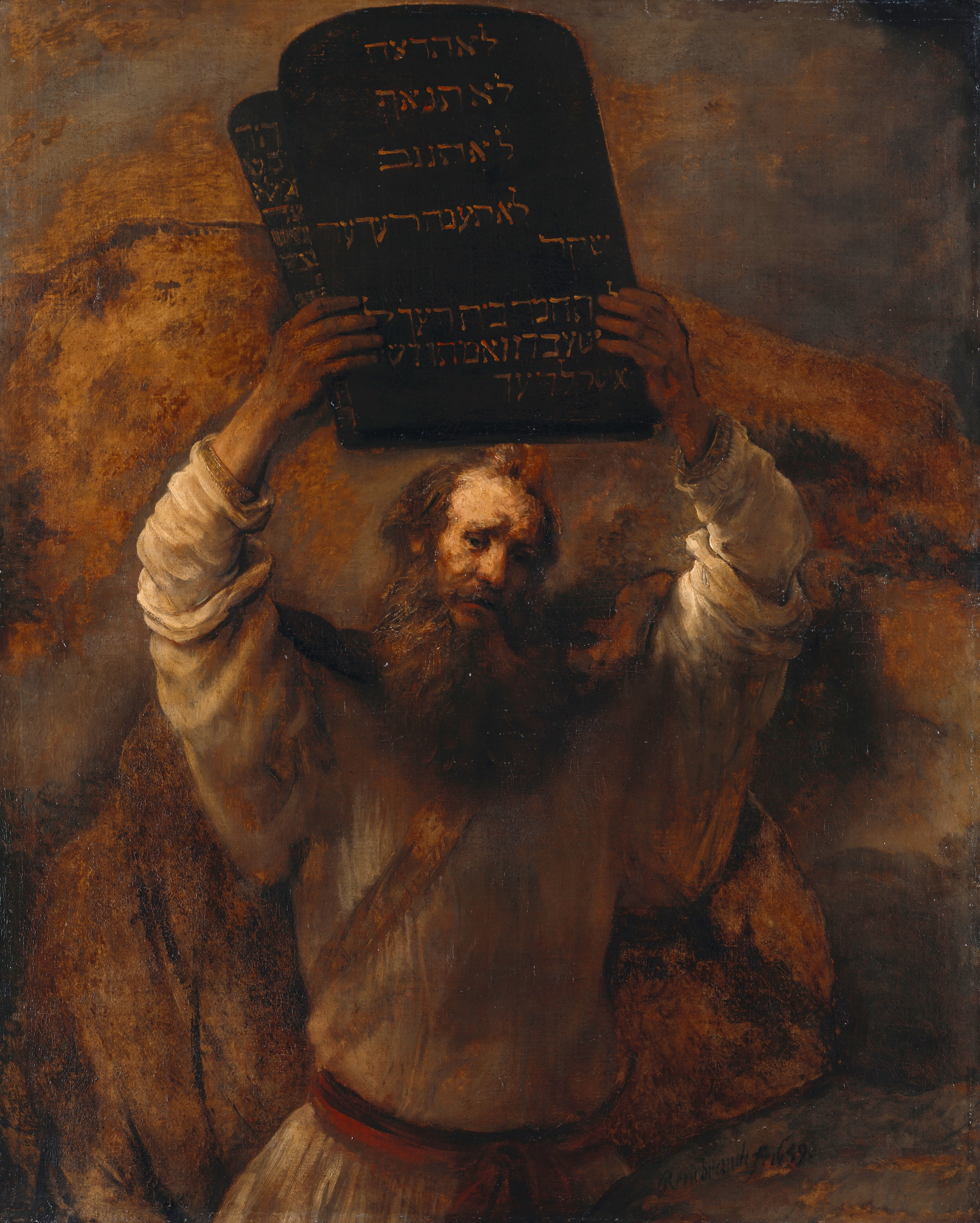
『十戒の石板を破壊するモーセ』 レンブラント・ファン・レイン（1659年）
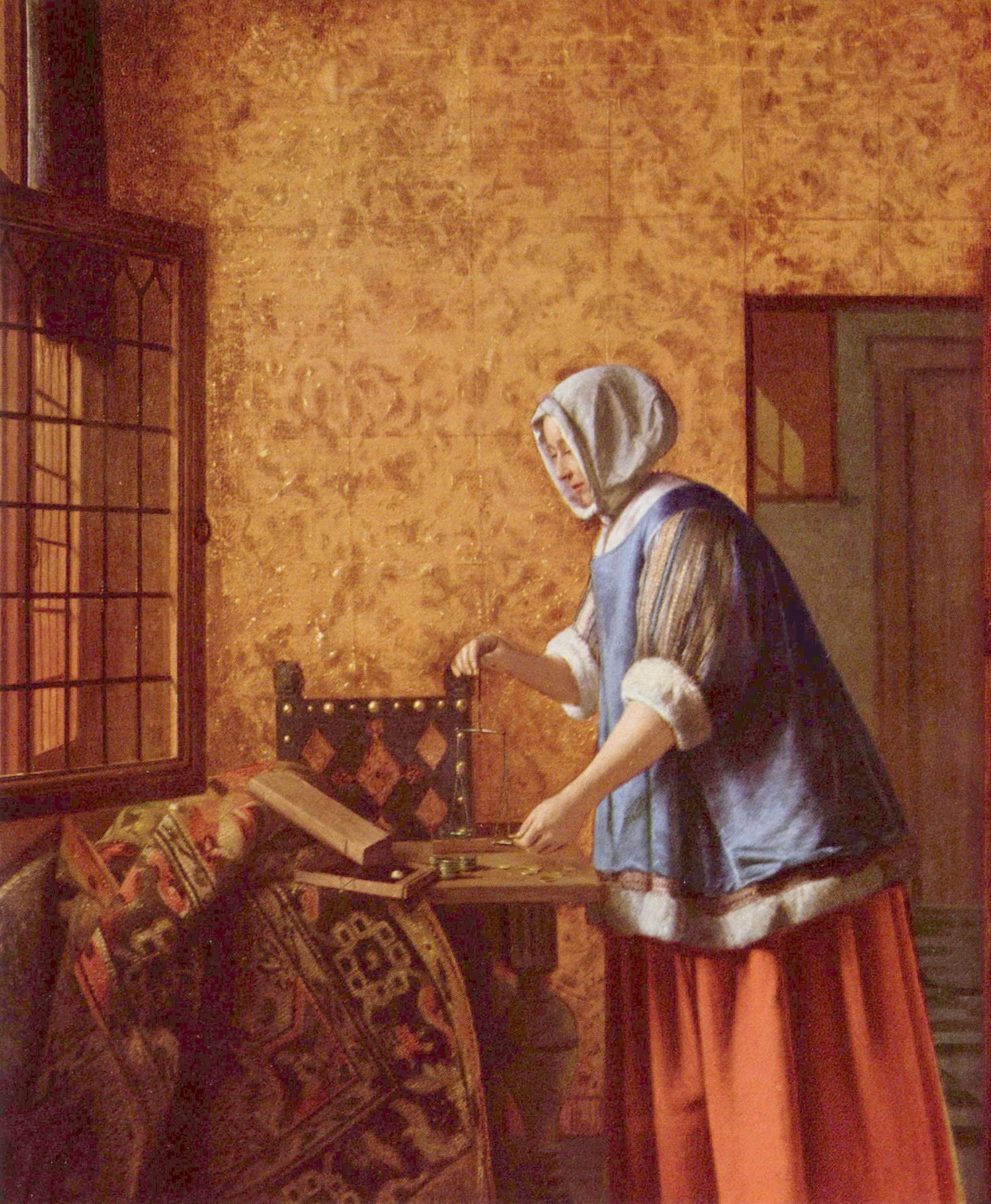
『金貨を秤る女』 ピーテル・デ・ホーホ（1664年頃）
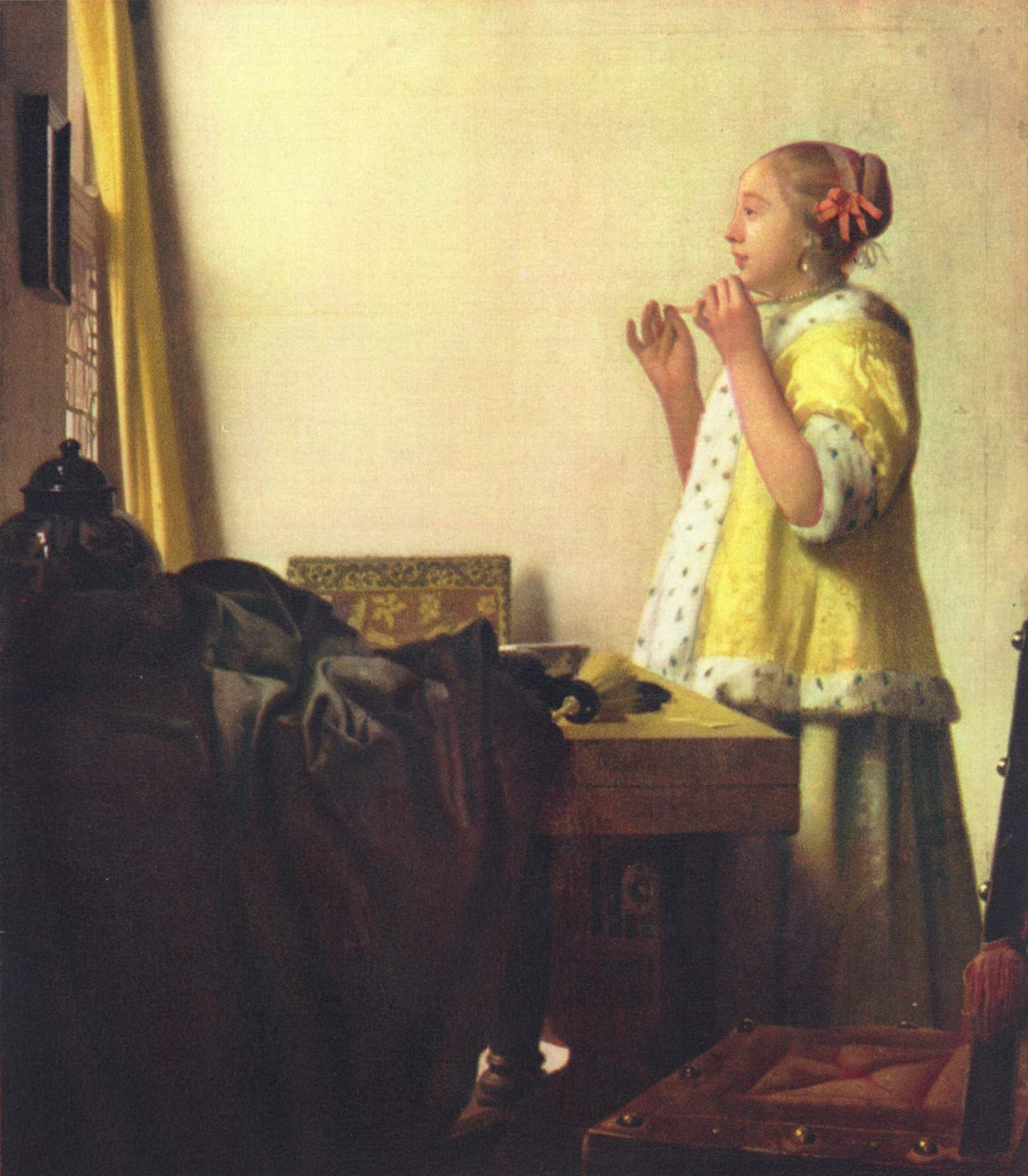
『真珠の首飾りの女』 ヨハネス・フェルメール（1665年）

- フランス・スペイン絵画
- 『エティエンヌ・シュヴァリエと聖ステファノ (ムランの二連祭壇画)』
ジャン・フーケ（1452年）
- 『3人の音楽家』
ディエゴ・ベラスケス（1617-1618年）
- 『豆を食べる農民の夫婦』
ジョルジュ・ド・ラ・トゥール（1625-1627年）
- 『聖マタイと天使のいる風景』
ニコラ・プッサン（1639-1640年）
- 『朝の光の中のイタリアの海岸風景』
クロード・ロラン（1642年）